# 人の移動の歴史

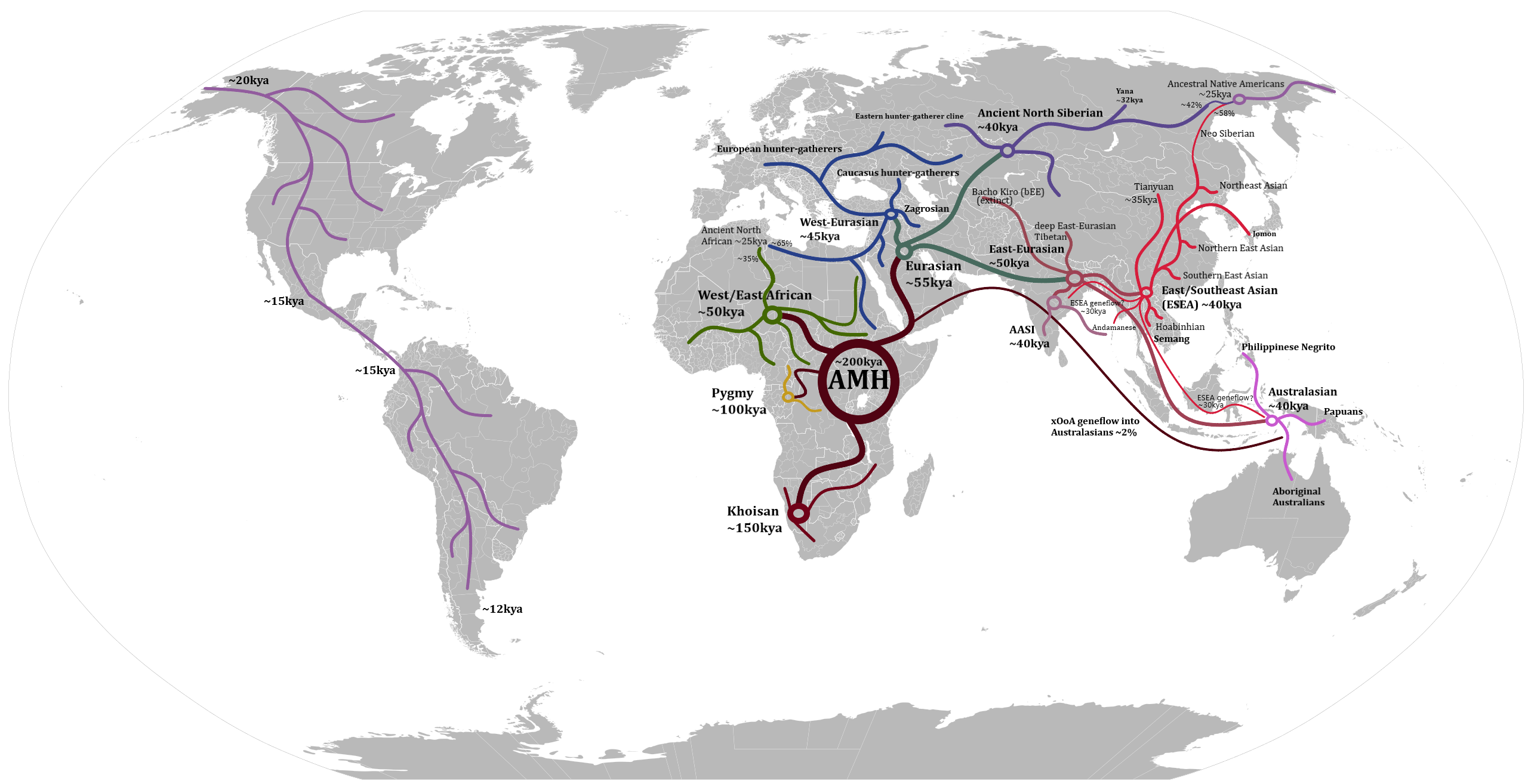
人類の移動ルート

人の移動の歴史（ひとのいどうのれきし）あるいは人の移住の歴史（ひとのいじゅうのれきし）（英: history of human migration）について解説する。
人の移動あるいは人の移住（英: human migration)は、人間がある場所から別の場所へ、永続的にあるいは一時的に移動すること（そこに住まうこと）である。
古代のこと、中等教育の歴史の教科書などで、パターン化された歴史用語で言う場合は「民族大移動」などと「移動」という呼び方で表現する傾向があるが、一方、その詳細を説明する文章中では「移住」と言うことも多く、また教科書以外で近・現代の事象を説明する場合は最初から「移住」と表現することが多く、「移動」ということはどちらかというと少ないが、両者は本質的に同じことを指しており、いわゆる "表記の揺れ" だと理解してよい。本記事の説明文中でもやはり「移動」と表記することも「移住」と表記することもあるが、特に区別して使い分けているわけではなく、単なる表記の揺れだと理解していただきたい。
本記事では、人類の誕生以来、現代に至るまでの、人の移動（移住）の歴史を説明する。

## 旧石器時代

### 人類のアフリカでの誕生、出アフリカ、世界への拡散
出発した場所

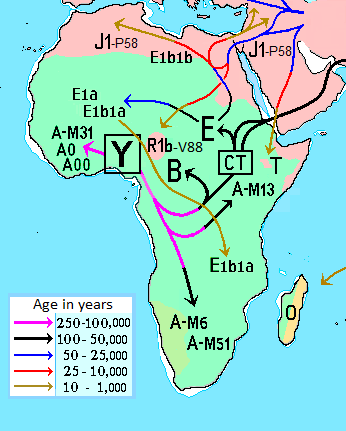
ハプログループAの移動

現生人類の最も古い化石は、エチオピアのオモ遺跡から発見されたおよそ19万5,000年前のものとされてきたが、2004年にモロッコのen:Jebel Irhoudの地層で発見された、頭蓋骨及びその同年代のもの思われる複数の石器がおよそ30万年前のものであると結論づけられた。アフリカ人の遺伝的多様性に関する広範な研究から、南西アフリカのナミビアとアンゴラの沿岸境界近くが現生人類の移動の起点（出発点）だとされている。父系最古の遺伝子であるハプログループA (Y染色体)の分布もそれを示唆している。
出アフリカ
現在広範に支持されているのはアフリカ単一起源説である。ホモ・サピエンスは7万年前にアフリカから外へ移住し始め（出アフリカ）、そのルートはアフリカ東部の突端であるいわゆるアフリカの角からアラビア半島を経由したものだと考えられている。

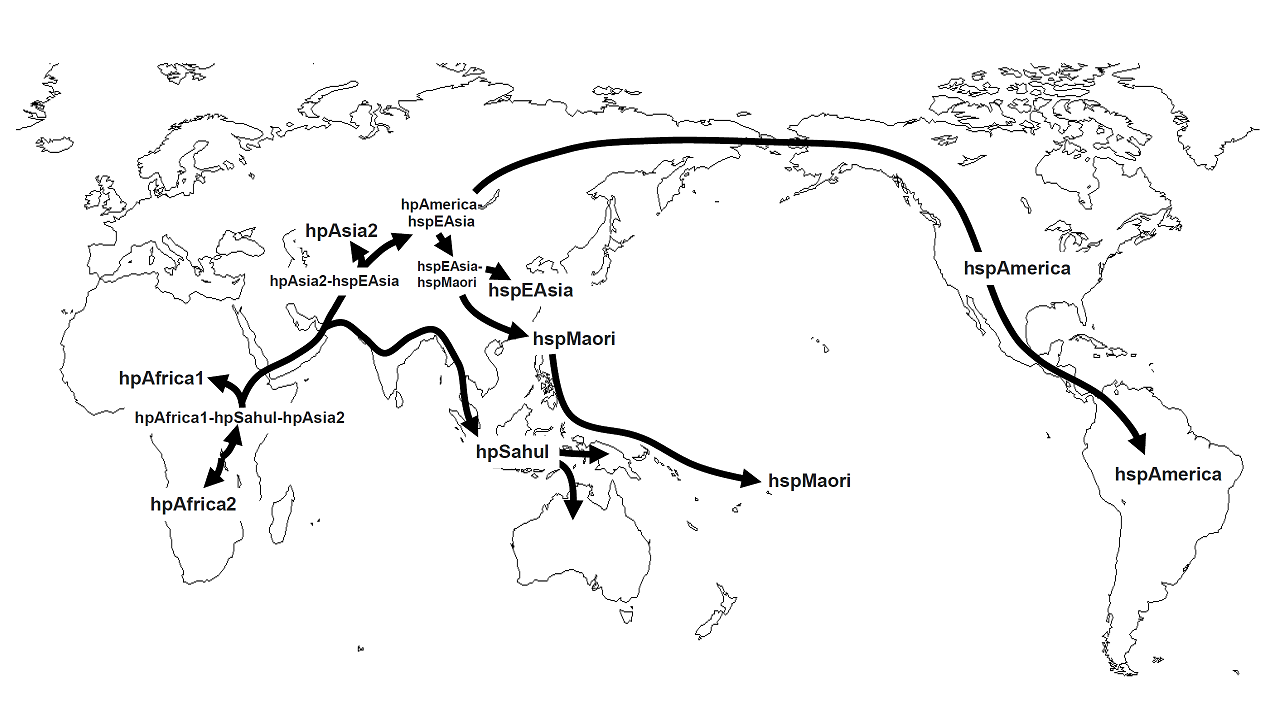
ピロリ菌亜型の拡散経路図

アフリカを出た現生人類はアラビア半島沿岸部を伝って現在のイラン付近に至り、そこを起点に、インドから東南アジア、オセアニア方面にむかう「南ルート」、中央アジアを経由してアルタイ山脈、東アジア、北アジア方面に向かう「北ルート」、中東からヨーロッパに向かう「西ルート」の3方向に分かれた拡散した。人類のY染色体ハプログループ、ミトコンドリアDNAハプログループ、ピロリ菌および形質人類学的特徴もこの流れに対応しており、南ルートをとった集団がオーストラロイド、北ルートの集団がモンゴロイド、西ルートがコーカソイド、非出アフリカ（アフリカから出なかった集団）がネグロイドということになる。

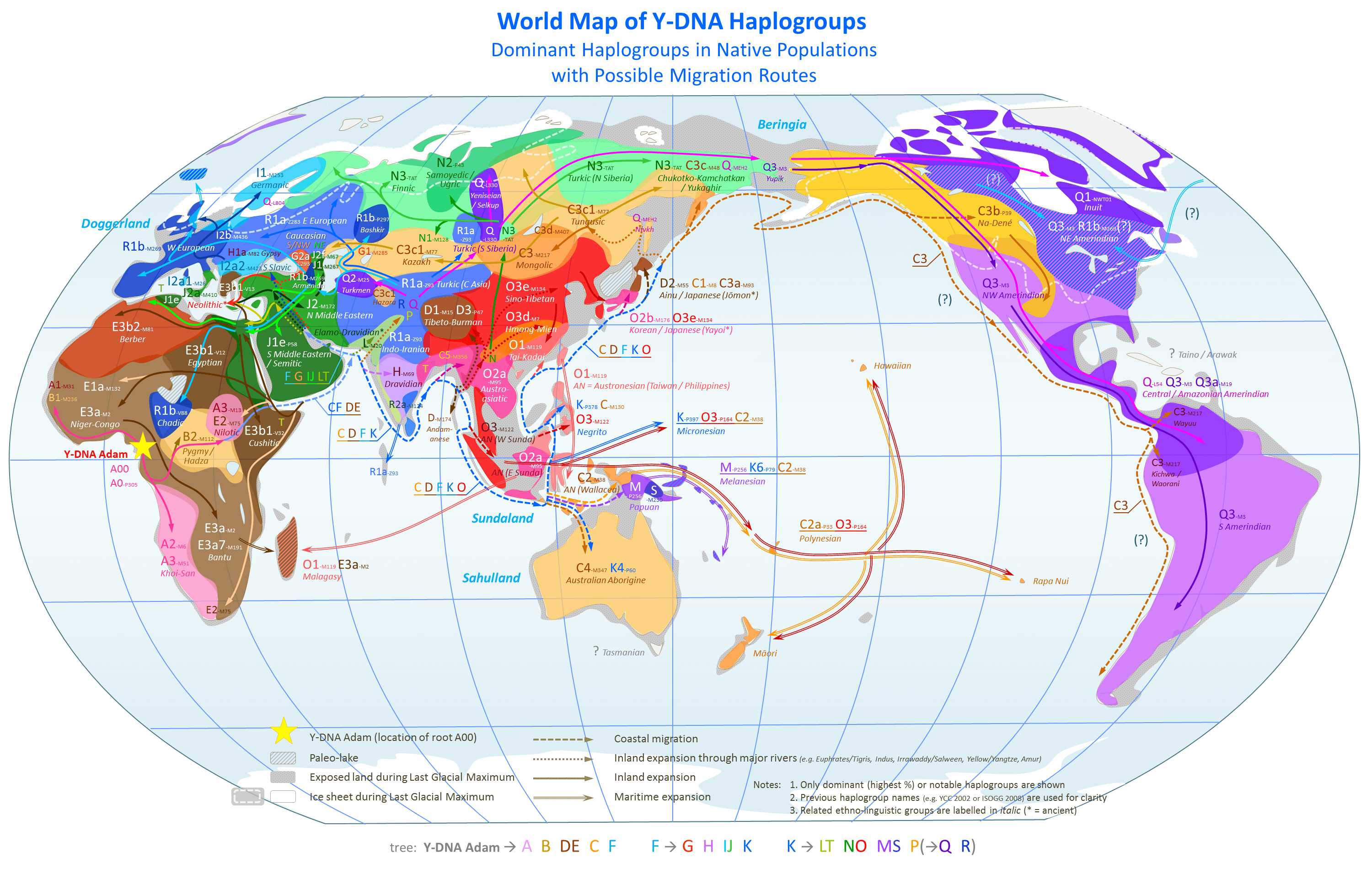
Y染色体ハプログループの拡散と人種
- 非出アフリカ（ネグロイド）…A（カポイド）、B（ネグリロ）、E（コンゴイド）
- 南ルート（オーストラロイド）…C1a1、C1b3、D1、F*、K*、MS、H、L
- 北ルート（モンゴロイド）…C2、N、O、Q
- 西ルート（コーカソイド）…C1a2、I、J、G、R、T

### アメリカ大陸への進出
さらに更新世後期～完新世にかけて人類はアメリカ大陸（後にヨーロッパ人が「新大陸」と呼ぶことになった大陸）に初めて足を踏み入れた。もっとも支持されているのは、アメリカ州への先住民族の移住は1．アメリンド、2．ナ・デネ、3．エスキモー・アレウトの3波が存在したとする説である。
1. インディアン/インディオの祖先は、約2万5000年前にシベリアに進出したハプログループQ (Y染色体)に属すモンゴロイドである。当時は最終氷期の最盛期で、現在のベーリング海は陸地のベーリンジアになっており、ユーラシア大陸からアラスカに歩いて移民できた。約1万5000年前、古モンゴロイドはカナダを超え北米大陸へ渡り、クローヴィス文化の担い手のパレオインディアンとなった。彼らがインディアン/インディオの直接の祖先であり、1000年で南米南端まで広がった。近年では最初期のアメリカ先住民（アメリンド）はアメリカ西海岸を氷床を避けて南下していったとする見方が有力である。
2. ナデネ語族を話すディネはアメリカ大陸における移住拡散の第2派と考えられる。ハプログループQに加え、ハプログループC2 (Y染色体)を中頻度に保有する。
3. エスキモー・アレウトは、おそらく比較的最近にシベリアからアラスカに進出し、グリーンランドまで拡散した。寒冷な気候に適応して進化した新モンゴロイドである。

また、紀元前にヨーロッパから北米に移住があったとする見方もあり、遺伝子からも、欧州に多いY染色体-R、mtDNA-Xが北米東部でかなりの頻度で観察されることから、有史以前のある時期にヨーロッパからの直接移住が存在した可能性が窺える。

### 日本列島旧石器時代人・縄文人のルーツ

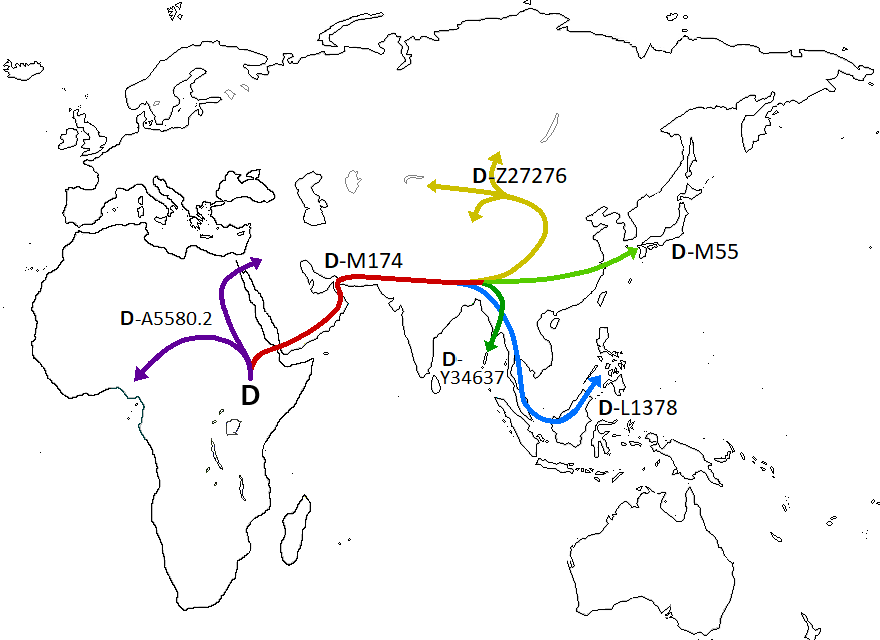
ハプログループDの移動想定経路

形質人類学の分野では、化石人骨が比較的多く見つかっている北東アジアと日本列島の旧石器時代人との類似を指摘する研究が多い。一般に縄文人は寒冷適応する前の古モンゴロイドに属すと考えられている。
Y染色体の分析から、現在の日本列島に住んでいる日本人は主にY染色体ハプログループD1a2aの縄文系とハプログループO1b2の弥生系の人が多いことが明らかになった。ハプログループD系統は、現代アジアにおいて支配的なO系統やC2系統とは分岐から7万年以上、最も近縁であり同じYAP型であるE系統とも分岐から6.5万年前以上経った系統であり、日本列島外で高頻度で観察されるのはチベット人（D1a1）、アンダマン人（D1a2b）くらいである。ハプログループD1a2aはアイヌ人・沖縄人・本土日本人の3集団に多く見られるタイプであり、アイヌ人の88%に見られることから、縄文人（古モンゴロイド）のタイプであると考えられている。（但し縄文人のハプログループがD1a2aだけだった訳ではなくハプログループC1a1もあったことが知られているが、多数派として現在まで伝わったハプログループがD1a2aだといえる）。またD1a2a系統はその発生から3.5-3.7万年ほどたっているとされ、考古学から求められる日本列島に最初に現生人類集団が到来した時期と一致している。
長らく縄文人の人骨よりY染色体ハプログループは分析されてこなかったが、北海道礼文島の船泊遺跡（縄文時代後期前葉から中葉（約3,800～3,500 年前））から出土した人骨・船泊5号のY染色体ハプログループがD1a2a2a(D-CTS220)であることが判明した。これにより「ハプログループD1a2aは縄文系である」という従来よりの仮説が完全に実証されたことになる。
一方母系を辿ることができるミトコンドリアDNAハプログループの分析によっても縄文人のルーツの一角が解明され、ハプログループM7aや南方系と共通の遺伝子を持つハプログループBやFを持つことが知られている。また北海道の縄文人はハプログループN9bが最多でM7aは少なく、東北地方の縄文人も似た傾向を示している。このことから縄文人のルーツは一つではなく複数あったと考えられる。
また、縄文人に関連する遺伝子として、ATLのレトロウイルス (HTVL-I) がある。日本人にはこのウイルスキャリアが多数存在することは知られていたが、東アジアの周辺諸国ではまったく見出されていない。いっぽうアメリカ先住民やアフリカ、ニューギニア先住民などでキャリアが多いという特徴をもつ。日本国内では、九州南部、長崎県、沖縄やアイヌに特に高頻度で見られ、四国南部、紀伊半島の南部、東北地方の太平洋側、隠岐、五島列島などの僻地や離島に多い。九州、四国、東北の各地方におけるATLの好発地域を詳細に検討すると、周囲から隔絶され交通の不便だった小集落でキャリアは高率に温存されていることから、このウイルスのキャリア好発地域は、縄文系の人々が高密度で残存していることを示していると考えられる。

## 新石器時代

### ウラル系民族の大移動

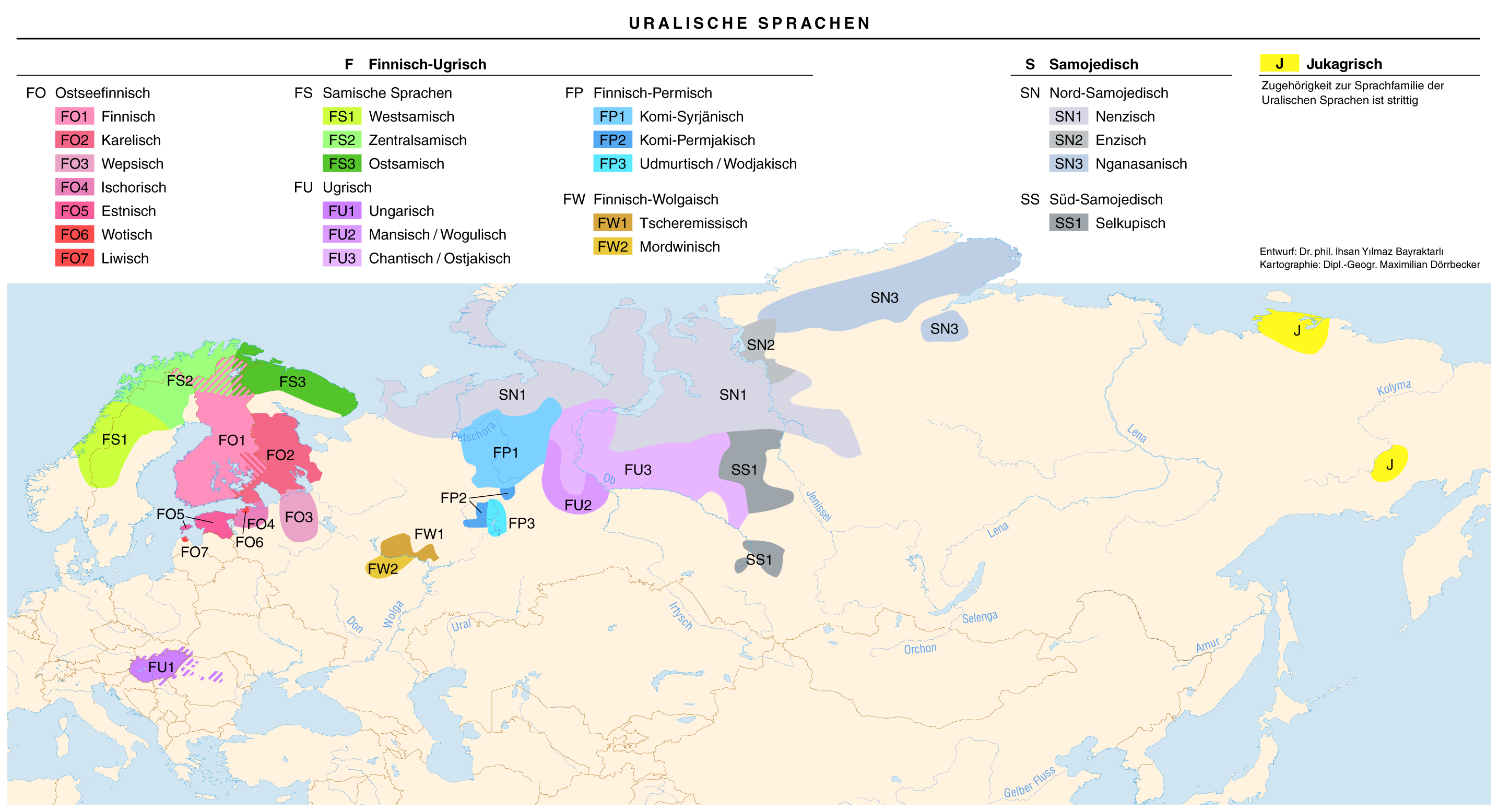
ウラル語族、ユカギール語の分布
サモエード語派 - SN：北部サモエード語群、SS：南部サモエード語群
フィン・ウゴル語派 - FU：ウゴル諸語、FP：ペルム諸語、FW：ボルガ・フィン諸語、FS：サーミ語、FO：バルト・フィン諸語
（J：ユカギール語）

ウラル語族を話す民族は大きくサモエード系とフィン・ウゴル系に大別される。言語学的知見からは、サモエド祖語とフィン・ウゴル祖語の分岐年代はおよそ紀元前4000年ごろと考えられているが、分子人類学的知見からは、ウラル語族話者に関連する遺伝子としてY染色体ハプログループNがあげられる。ハプログループNは東アジア発祥と考えられ、ほとんどのウラル系民族で高頻度に観察される。中国北東部の遼河文明時代の人骨からY染色体ハプログループNが60%以上の高頻度で検出されており、フィン・ウゴル系民族と関連する櫛目文土器の最古のものが遼河地域の興隆窪文化（紀元前6200年-紀元前5400年）の遺跡で発見されていることを併せて考えれば、ウラル系民族の発祥の地は遼河文明であったことが示唆される。またmtDNAハプログループZは極北地域を中心にサーミ人、フィン人、シベリア、北東アジア、中央アジア、朝鮮、日本などで観察されており、Y染色体ハプログループNと同じような流れが想定され、ウラル語族の拡散との関連を示唆するものと考えられる。
朝鮮半島では紀元前4000年から紀元前1500年にかけて櫛目文土器が発見される。さらにウラル語族に広く見られる中舌母音[ɨ]が古代朝鮮語に存在したと考えられることから、朝鮮民族の基層がウラル系民族である可能性がある。また日本の日本海側（裏日本）や東北地方に観察される中舌母音の[ɨ]（いわゆるズーズー弁）についてもウラル語族の音声特徴に由来する可能性がある。
なお、ウラル語族はユカギール語との間でウラル・ユカギール語族を形成するという説が有力である。両者は人称代名詞等が明らかに同源であり、否定動詞が存在するなど類型的特徴も類似している。ユカギール人はかつては西はバイカル湖まで分布していたといわれており、遼河・モンゴル付近でウラル語族と分岐し東方へ向かったと考えられる。ハプログループN (Y染色体)がユカギール人でも31%観察されることから遺伝子の面からも両者の同源性が示唆される。
また、マイケル・ホーテスキューによって1998年に最初に提案されたウラル・シベリア語族も存在する。これはウラル語族、ユカギール語、チュクチ・カムチャツカ語族、エスキモー・アレウト語族が含まれるが、現段階では定説には至っていない。ただし、上記諸語族の話者にハプログループN (Y染色体)が高頻度で含まれていることから、ハプログループNに属す集団の流れを反映している可能性がある。

### インド・ヨーロッパ語族の席巻

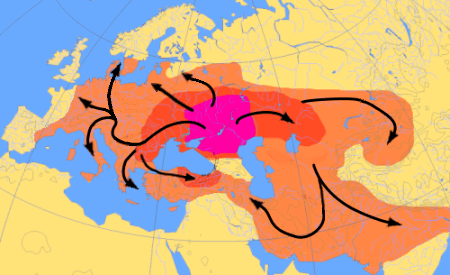
クルガン仮説にもとづく印欧語族の拡散モデル

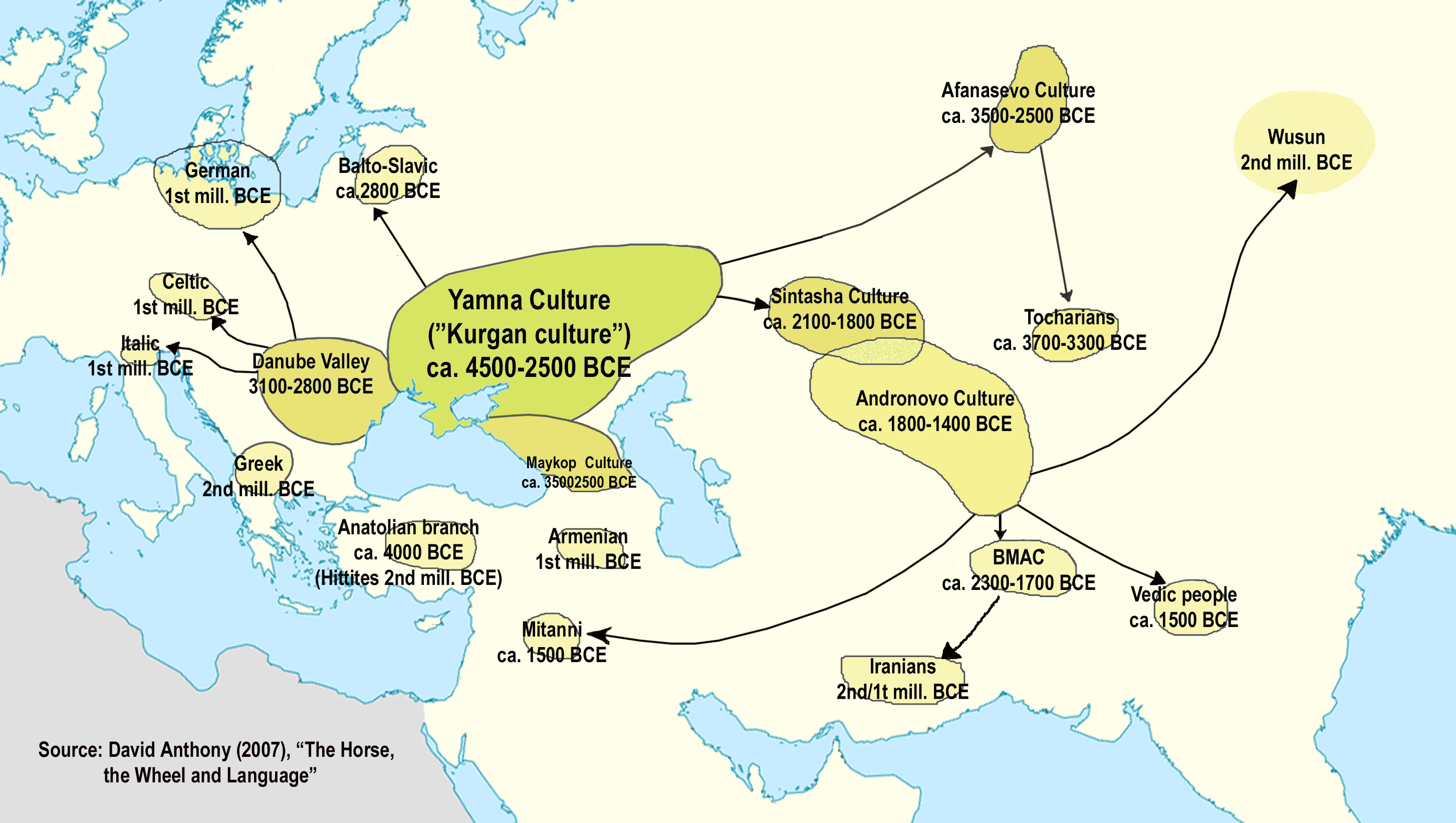
印欧語族の拡散と文化（図にいくつかミスがあるので注意。
①TohariansとWusunは逆
②AfanasevoとSintashtaのスペル）

印欧語族の拡散

インド・ヨーロッパ語族に属する諸言語の起源は印欧祖語であると考えられている。印欧祖語の分化と使用地域の拡散が始まったのは6,000年前とも8,000年前とも言われている。その祖地は5,000–6,000年前の黒海・カスピ海北方（現在のウクライナ）とするクルガン仮説と、8000–9500年前のアナトリア（現在のトルコ）とするアナトリア仮説があるが、言語的資料が増えた紀元前後の時代には、既にヨーロッパからアジアまで広く分布していた。
現在最も広範に支持されている「クルガン仮説」によれば、インド・ヨーロッパ祖族の原郷は黒海北岸、ロシア南部の草原地帯と考えられる。およそ6500年ほど前に、彼らは拡散を開始した。家畜化された馬を伴い、圧倒的な文化的優越性をもって、中央アジア、ヨーロッパ、南アジアを席巻することとなる。
ニュージーランド・オークランド大学のラッセル・グレーとクェンティン・アトキンスン (Russell D. Gray, Quentin D. Atkinson)の言語年代学的研究によれば、インド・ヨーロッパ祖語は約8700 (7800–9800) 年前にヒッタイト語につながる言語と、その他の諸語派につながる言語に分かれたという結果が出た。グレーとアトキンスンは、この語族の87言語の基本単語2,449語について、相互間に共通語源を持つものがどれほどあるかを調べ、言語間の近縁関係を数値化し系統樹を作成した。この系統樹によれば、まずヒッタイトの言語が登場、その後、7,000年前までにギリシャ語を含むグループ、アルメニア語を含むグループが分かれ、5,000年前までに英語、ドイツ語、フランス語などにつながるグループができたという。
Gray & Atkinson 2003による、系統樹と、祖語の年代を以下に示す。
|           | ケルト語派(100)2,900                                                                |
|           |                                                                                     |
| (46)5,500 | \| \| イタリック語派(100)1,700 \| \| \| \| \| \| ゲルマン語派(100)1,750 \| \| \| \| |
|           | \| \| イタリック語派(100)1,700 \| \| \| \| \| \| ゲルマン語派(100)1,750 \| \| \| \| |
|           | イタリック語派(100)1,700                                                            |
|           |                                                                                     |
|           | ゲルマン語派(100)1,750                                                              |
|           |                                                                                     |

|  | イタリック語派(100)1,700 |
|  |                          |
|  | ゲルマン語派(100)1,750   |
|  |                          |

|  | バルト語派(100)      |
|  |                      |
|  | スラヴ語派(100)1,300 |
|  |                      |

|           | ケルト語派(100)2,900                                                                |
|           |                                                                                     |
| (46)5,500 | \| \| イタリック語派(100)1,700 \| \| \| \| \| \| ゲルマン語派(100)1,750 \| \| \| \| |
|           | \| \| イタリック語派(100)1,700 \| \| \| \| \| \| ゲルマン語派(100)1,750 \| \| \| \| |
|           | イタリック語派(100)1,700                                                            |
|           |                                                                                     |
|           | ゲルマン語派(100)1,750                                                              |
|           |                                                                                     |

|  | イタリック語派(100)1,700 |
|  |                          |
|  | ゲルマン語派(100)1,750   |
|  |                          |

|  | バルト語派(100)      |
|  |                      |
|  | スラヴ語派(100)1,300 |
|  |                      |

| インド・イラン語派(100)4,600 | \| \| インド語派(100)2,900 \| \| \| \| \| \| イラン語派(100)2,500 \| \| \| \| |
|                              | \| \| インド語派(100)2,900 \| \| \| \| \| \| イラン語派(100)2,500 \| \| \| \| |
|                              | アルバニア語(100)600                                                          |
|                              |                                                                               |
|                              | インド語派(100)2,900                                                          |
|                              |                                                                               |
|                              | イラン語派(100)2,500                                                          |
|                              |                                                                               |

|  | インド語派(100)2,900 |
|  |                      |
|  | イラン語派(100)2,500 |
|  |                      |

|           | ケルト語派(100)2,900                                                                |
|           |                                                                                     |
| (46)5,500 | \| \| イタリック語派(100)1,700 \| \| \| \| \| \| ゲルマン語派(100)1,750 \| \| \| \| |
|           | \| \| イタリック語派(100)1,700 \| \| \| \| \| \| ゲルマン語派(100)1,750 \| \| \| \| |
|           | イタリック語派(100)1,700                                                            |
|           |                                                                                     |
|           | ゲルマン語派(100)1,750                                                              |
|           |                                                                                     |

|  | イタリック語派(100)1,700 |
|  |                          |
|  | ゲルマン語派(100)1,750   |
|  |                          |

|  | バルト語派(100)      |
|  |                      |
|  | スラヴ語派(100)1,300 |
|  |                      |

|           | ケルト語派(100)2,900                                                                |
|           |                                                                                     |
| (46)5,500 | \| \| イタリック語派(100)1,700 \| \| \| \| \| \| ゲルマン語派(100)1,750 \| \| \| \| |
|           | \| \| イタリック語派(100)1,700 \| \| \| \| \| \| ゲルマン語派(100)1,750 \| \| \| \| |
|           | イタリック語派(100)1,700                                                            |
|           |                                                                                     |
|           | ゲルマン語派(100)1,750                                                              |
|           |                                                                                     |

|  | イタリック語派(100)1,700 |
|  |                          |
|  | ゲルマン語派(100)1,750   |
|  |                          |

|  | バルト語派(100)      |
|  |                      |
|  | スラヴ語派(100)1,300 |
|  |                      |

| インド・イラン語派(100)4,600 | \| \| インド語派(100)2,900 \| \| \| \| \| \| イラン語派(100)2,500 \| \| \| \| |
|                              | \| \| インド語派(100)2,900 \| \| \| \| \| \| イラン語派(100)2,500 \| \| \| \| |
|                              | アルバニア語(100)600                                                          |
|                              |                                                                               |
|                              | インド語派(100)2,900                                                          |
|                              |                                                                               |
|                              | イラン語派(100)2,500                                                          |
|                              |                                                                               |

|  | インド語派(100)2,900 |
|  |                      |
|  | イラン語派(100)2,500 |
|  |                      |

|  | ギリシャ語(100)800 |
|  |                    |
|  | アルメニア語(100)  |
|  |                    |

|           | ケルト語派(100)2,900                                                                |
|           |                                                                                     |
| (46)5,500 | \| \| イタリック語派(100)1,700 \| \| \| \| \| \| ゲルマン語派(100)1,750 \| \| \| \| |
|           | \| \| イタリック語派(100)1,700 \| \| \| \| \| \| ゲルマン語派(100)1,750 \| \| \| \| |
|           | イタリック語派(100)1,700                                                            |
|           |                                                                                     |
|           | ゲルマン語派(100)1,750                                                              |
|           |                                                                                     |

|  | イタリック語派(100)1,700 |
|  |                          |
|  | ゲルマン語派(100)1,750   |
|  |                          |

|  | バルト語派(100)      |
|  |                      |
|  | スラヴ語派(100)1,300 |
|  |                      |

|           | ケルト語派(100)2,900                                                                |
|           |                                                                                     |
| (46)5,500 | \| \| イタリック語派(100)1,700 \| \| \| \| \| \| ゲルマン語派(100)1,750 \| \| \| \| |
|           | \| \| イタリック語派(100)1,700 \| \| \| \| \| \| ゲルマン語派(100)1,750 \| \| \| \| |
|           | イタリック語派(100)1,700                                                            |
|           |                                                                                     |
|           | ゲルマン語派(100)1,750                                                              |
|           |                                                                                     |

|  | イタリック語派(100)1,700 |
|  |                          |
|  | ゲルマン語派(100)1,750   |
|  |                          |

|  | バルト語派(100)      |
|  |                      |
|  | スラヴ語派(100)1,300 |
|  |                      |

| インド・イラン語派(100)4,600 | \| \| インド語派(100)2,900 \| \| \| \| \| \| イラン語派(100)2,500 \| \| \| \| |
|                              | \| \| インド語派(100)2,900 \| \| \| \| \| \| イラン語派(100)2,500 \| \| \| \| |
|                              | アルバニア語(100)600                                                          |
|                              |                                                                               |
|                              | インド語派(100)2,900                                                          |
|                              |                                                                               |
|                              | イラン語派(100)2,500                                                          |
|                              |                                                                               |

|  | インド語派(100)2,900 |
|  |                      |
|  | イラン語派(100)2,500 |
|  |                      |

|           | ケルト語派(100)2,900                                                                |
|           |                                                                                     |
| (46)5,500 | \| \| イタリック語派(100)1,700 \| \| \| \| \| \| ゲルマン語派(100)1,750 \| \| \| \| |
|           | \| \| イタリック語派(100)1,700 \| \| \| \| \| \| ゲルマン語派(100)1,750 \| \| \| \| |
|           | イタリック語派(100)1,700                                                            |
|           |                                                                                     |
|           | ゲルマン語派(100)1,750                                                              |
|           |                                                                                     |

|  | イタリック語派(100)1,700 |
|  |                          |
|  | ゲルマン語派(100)1,750   |
|  |                          |

|  | バルト語派(100)      |
|  |                      |
|  | スラヴ語派(100)1,300 |
|  |                      |

|           | ケルト語派(100)2,900                                                                |
|           |                                                                                     |
| (46)5,500 | \| \| イタリック語派(100)1,700 \| \| \| \| \| \| ゲルマン語派(100)1,750 \| \| \| \| |
|           | \| \| イタリック語派(100)1,700 \| \| \| \| \| \| ゲルマン語派(100)1,750 \| \| \| \| |
|           | イタリック語派(100)1,700                                                            |
|           |                                                                                     |
|           | ゲルマン語派(100)1,750                                                              |
|           |                                                                                     |

|  | イタリック語派(100)1,700 |
|  |                          |
|  | ゲルマン語派(100)1,750   |
|  |                          |

|  | バルト語派(100)      |
|  |                      |
|  | スラヴ語派(100)1,300 |
|  |                      |

| インド・イラン語派(100)4,600 | \| \| インド語派(100)2,900 \| \| \| \| \| \| イラン語派(100)2,500 \| \| \| \| |
|                              | \| \| インド語派(100)2,900 \| \| \| \| \| \| イラン語派(100)2,500 \| \| \| \| |
|                              | アルバニア語(100)600                                                          |
|                              |                                                                               |
|                              | インド語派(100)2,900                                                          |
|                              |                                                                               |
|                              | イラン語派(100)2,500                                                          |
|                              |                                                                               |

|  | インド語派(100)2,900 |
|  |                      |
|  | イラン語派(100)2,500 |
|  |                      |

|  | ギリシャ語(100)800 |
|  |                    |
|  | アルメニア語(100)  |
|  |                    |

|           | ケルト語派(100)2,900                                                                |
|           |                                                                                     |
| (46)5,500 | \| \| イタリック語派(100)1,700 \| \| \| \| \| \| ゲルマン語派(100)1,750 \| \| \| \| |
|           | \| \| イタリック語派(100)1,700 \| \| \| \| \| \| ゲルマン語派(100)1,750 \| \| \| \| |
|           | イタリック語派(100)1,700                                                            |
|           |                                                                                     |
|           | ゲルマン語派(100)1,750                                                              |
|           |                                                                                     |

|  | イタリック語派(100)1,700 |
|  |                          |
|  | ゲルマン語派(100)1,750   |
|  |                          |

|  | バルト語派(100)      |
|  |                      |
|  | スラヴ語派(100)1,300 |
|  |                      |

|           | ケルト語派(100)2,900                                                                |
|           |                                                                                     |
| (46)5,500 | \| \| イタリック語派(100)1,700 \| \| \| \| \| \| ゲルマン語派(100)1,750 \| \| \| \| |
|           | \| \| イタリック語派(100)1,700 \| \| \| \| \| \| ゲルマン語派(100)1,750 \| \| \| \| |
|           | イタリック語派(100)1,700                                                            |
|           |                                                                                     |
|           | ゲルマン語派(100)1,750                                                              |
|           |                                                                                     |

|  | イタリック語派(100)1,700 |
|  |                          |
|  | ゲルマン語派(100)1,750   |
|  |                          |

|  | バルト語派(100)      |
|  |                      |
|  | スラヴ語派(100)1,300 |
|  |                      |

| インド・イラン語派(100)4,600 | \| \| インド語派(100)2,900 \| \| \| \| \| \| イラン語派(100)2,500 \| \| \| \| |
|                              | \| \| インド語派(100)2,900 \| \| \| \| \| \| イラン語派(100)2,500 \| \| \| \| |
|                              | アルバニア語(100)600                                                          |
|                              |                                                                               |
|                              | インド語派(100)2,900                                                          |
|                              |                                                                               |
|                              | イラン語派(100)2,500                                                          |
|                              |                                                                               |

|  | インド語派(100)2,900 |
|  |                      |
|  | イラン語派(100)2,500 |
|  |                      |

|           | ケルト語派(100)2,900                                                                |
|           |                                                                                     |
| (46)5,500 | \| \| イタリック語派(100)1,700 \| \| \| \| \| \| ゲルマン語派(100)1,750 \| \| \| \| |
|           | \| \| イタリック語派(100)1,700 \| \| \| \| \| \| ゲルマン語派(100)1,750 \| \| \| \| |
|           | イタリック語派(100)1,700                                                            |
|           |                                                                                     |
|           | ゲルマン語派(100)1,750                                                              |
|           |                                                                                     |

|  | イタリック語派(100)1,700 |
|  |                          |
|  | ゲルマン語派(100)1,750   |
|  |                          |

|  | バルト語派(100)      |
|  |                      |
|  | スラヴ語派(100)1,300 |
|  |                      |

|           | ケルト語派(100)2,900                                                                |
|           |                                                                                     |
| (46)5,500 | \| \| イタリック語派(100)1,700 \| \| \| \| \| \| ゲルマン語派(100)1,750 \| \| \| \| |
|           | \| \| イタリック語派(100)1,700 \| \| \| \| \| \| ゲルマン語派(100)1,750 \| \| \| \| |
|           | イタリック語派(100)1,700                                                            |
|           |                                                                                     |
|           | ゲルマン語派(100)1,750                                                              |
|           |                                                                                     |

|  | イタリック語派(100)1,700 |
|  |                          |
|  | ゲルマン語派(100)1,750   |
|  |                          |

|  | バルト語派(100)      |
|  |                      |
|  | スラヴ語派(100)1,300 |
|  |                      |

| インド・イラン語派(100)4,600 | \| \| インド語派(100)2,900 \| \| \| \| \| \| イラン語派(100)2,500 \| \| \| \| |
|                              | \| \| インド語派(100)2,900 \| \| \| \| \| \| イラン語派(100)2,500 \| \| \| \| |
|                              | アルバニア語(100)600                                                          |
|                              |                                                                               |
|                              | インド語派(100)2,900                                                          |
|                              |                                                                               |
|                              | イラン語派(100)2,500                                                          |
|                              |                                                                               |

|  | インド語派(100)2,900 |
|  |                      |
|  | イラン語派(100)2,500 |
|  |                      |

|  | ギリシャ語(100)800 |
|  |                    |
|  | アルメニア語(100)  |
|  |                    |

|           | ケルト語派(100)2,900                                                                |
|           |                                                                                     |
| (46)5,500 | \| \| イタリック語派(100)1,700 \| \| \| \| \| \| ゲルマン語派(100)1,750 \| \| \| \| |
|           | \| \| イタリック語派(100)1,700 \| \| \| \| \| \| ゲルマン語派(100)1,750 \| \| \| \| |
|           | イタリック語派(100)1,700                                                            |
|           |                                                                                     |
|           | ゲルマン語派(100)1,750                                                              |
|           |                                                                                     |

|  | イタリック語派(100)1,700 |
|  |                          |
|  | ゲルマン語派(100)1,750   |
|  |                          |

|  | バルト語派(100)      |
|  |                      |
|  | スラヴ語派(100)1,300 |
|  |                      |

|           | ケルト語派(100)2,900                                                                |
|           |                                                                                     |
| (46)5,500 | \| \| イタリック語派(100)1,700 \| \| \| \| \| \| ゲルマン語派(100)1,750 \| \| \| \| |
|           | \| \| イタリック語派(100)1,700 \| \| \| \| \| \| ゲルマン語派(100)1,750 \| \| \| \| |
|           | イタリック語派(100)1,700                                                            |
|           |                                                                                     |
|           | ゲルマン語派(100)1,750                                                              |
|           |                                                                                     |

|  | イタリック語派(100)1,700 |
|  |                          |
|  | ゲルマン語派(100)1,750   |
|  |                          |

|  | バルト語派(100)      |
|  |                      |
|  | スラヴ語派(100)1,300 |
|  |                      |

| インド・イラン語派(100)4,600 | \| \| インド語派(100)2,900 \| \| \| \| \| \| イラン語派(100)2,500 \| \| \| \| |
|                              | \| \| インド語派(100)2,900 \| \| \| \| \| \| イラン語派(100)2,500 \| \| \| \| |
|                              | アルバニア語(100)600                                                          |
|                              |                                                                               |
|                              | インド語派(100)2,900                                                          |
|                              |                                                                               |
|                              | イラン語派(100)2,500                                                          |
|                              |                                                                               |

|  | インド語派(100)2,900 |
|  |                      |
|  | イラン語派(100)2,500 |
|  |                      |

|           | ケルト語派(100)2,900                                                                |
|           |                                                                                     |
| (46)5,500 | \| \| イタリック語派(100)1,700 \| \| \| \| \| \| ゲルマン語派(100)1,750 \| \| \| \| |
|           | \| \| イタリック語派(100)1,700 \| \| \| \| \| \| ゲルマン語派(100)1,750 \| \| \| \| |
|           | イタリック語派(100)1,700                                                            |
|           |                                                                                     |
|           | ゲルマン語派(100)1,750                                                              |
|           |                                                                                     |

|  | イタリック語派(100)1,700 |
|  |                          |
|  | ゲルマン語派(100)1,750   |
|  |                          |

|  | バルト語派(100)      |
|  |                      |
|  | スラヴ語派(100)1,300 |
|  |                      |

|           | ケルト語派(100)2,900                                                                |
|           |                                                                                     |
| (46)5,500 | \| \| イタリック語派(100)1,700 \| \| \| \| \| \| ゲルマン語派(100)1,750 \| \| \| \| |
|           | \| \| イタリック語派(100)1,700 \| \| \| \| \| \| ゲルマン語派(100)1,750 \| \| \| \| |
|           | イタリック語派(100)1,700                                                            |
|           |                                                                                     |
|           | ゲルマン語派(100)1,750                                                              |
|           |                                                                                     |

|  | イタリック語派(100)1,700 |
|  |                          |
|  | ゲルマン語派(100)1,750   |
|  |                          |

|  | バルト語派(100)      |
|  |                      |
|  | スラヴ語派(100)1,300 |
|  |                      |

| インド・イラン語派(100)4,600 | \| \| インド語派(100)2,900 \| \| \| \| \| \| イラン語派(100)2,500 \| \| \| \| |
|                              | \| \| インド語派(100)2,900 \| \| \| \| \| \| イラン語派(100)2,500 \| \| \| \| |
|                              | アルバニア語(100)600                                                          |
|                              |                                                                               |
|                              | インド語派(100)2,900                                                          |
|                              |                                                                               |
|                              | イラン語派(100)2,500                                                          |
|                              |                                                                               |

|  | インド語派(100)2,900 |
|  |                      |
|  | イラン語派(100)2,500 |
|  |                      |

|  | ギリシャ語(100)800 |
|  |                    |
|  | アルメニア語(100)  |
|  |                    |

|           | ケルト語派(100)2,900                                                                |
|           |                                                                                     |
| (46)5,500 | \| \| イタリック語派(100)1,700 \| \| \| \| \| \| ゲルマン語派(100)1,750 \| \| \| \| |
|           | \| \| イタリック語派(100)1,700 \| \| \| \| \| \| ゲルマン語派(100)1,750 \| \| \| \| |
|           | イタリック語派(100)1,700                                                            |
|           |                                                                                     |
|           | ゲルマン語派(100)1,750                                                              |
|           |                                                                                     |

|  | イタリック語派(100)1,700 |
|  |                          |
|  | ゲルマン語派(100)1,750   |
|  |                          |

|  | バルト語派(100)      |
|  |                      |
|  | スラヴ語派(100)1,300 |
|  |                      |

|           | ケルト語派(100)2,900                                                                |
|           |                                                                                     |
| (46)5,500 | \| \| イタリック語派(100)1,700 \| \| \| \| \| \| ゲルマン語派(100)1,750 \| \| \| \| |
|           | \| \| イタリック語派(100)1,700 \| \| \| \| \| \| ゲルマン語派(100)1,750 \| \| \| \| |
|           | イタリック語派(100)1,700                                                            |
|           |                                                                                     |
|           | ゲルマン語派(100)1,750                                                              |
|           |                                                                                     |

|  | イタリック語派(100)1,700 |
|  |                          |
|  | ゲルマン語派(100)1,750   |
|  |                          |

|  | バルト語派(100)      |
|  |                      |
|  | スラヴ語派(100)1,300 |
|  |                      |

| インド・イラン語派(100)4,600 | \| \| インド語派(100)2,900 \| \| \| \| \| \| イラン語派(100)2,500 \| \| \| \| |
|                              | \| \| インド語派(100)2,900 \| \| \| \| \| \| イラン語派(100)2,500 \| \| \| \| |
|                              | アルバニア語(100)600                                                          |
|                              |                                                                               |
|                              | インド語派(100)2,900                                                          |
|                              |                                                                               |
|                              | イラン語派(100)2,500                                                          |
|                              |                                                                               |

|  | インド語派(100)2,900 |
|  |                      |
|  | イラン語派(100)2,500 |
|  |                      |

|           | ケルト語派(100)2,900                                                                |
|           |                                                                                     |
| (46)5,500 | \| \| イタリック語派(100)1,700 \| \| \| \| \| \| ゲルマン語派(100)1,750 \| \| \| \| |
|           | \| \| イタリック語派(100)1,700 \| \| \| \| \| \| ゲルマン語派(100)1,750 \| \| \| \| |
|           | イタリック語派(100)1,700                                                            |
|           |                                                                                     |
|           | ゲルマン語派(100)1,750                                                              |
|           |                                                                                     |

|  | イタリック語派(100)1,700 |
|  |                          |
|  | ゲルマン語派(100)1,750   |
|  |                          |

|  | バルト語派(100)      |
|  |                      |
|  | スラヴ語派(100)1,300 |
|  |                      |

|           | ケルト語派(100)2,900                                                                |
|           |                                                                                     |
| (46)5,500 | \| \| イタリック語派(100)1,700 \| \| \| \| \| \| ゲルマン語派(100)1,750 \| \| \| \| |
|           | \| \| イタリック語派(100)1,700 \| \| \| \| \| \| ゲルマン語派(100)1,750 \| \| \| \| |
|           | イタリック語派(100)1,700                                                            |
|           |                                                                                     |
|           | ゲルマン語派(100)1,750                                                              |
|           |                                                                                     |

|  | イタリック語派(100)1,700 |
|  |                          |
|  | ゲルマン語派(100)1,750   |
|  |                          |

|  | バルト語派(100)      |
|  |                      |
|  | スラヴ語派(100)1,300 |
|  |                      |

| インド・イラン語派(100)4,600 | \| \| インド語派(100)2,900 \| \| \| \| \| \| イラン語派(100)2,500 \| \| \| \| |
|                              | \| \| インド語派(100)2,900 \| \| \| \| \| \| イラン語派(100)2,500 \| \| \| \| |
|                              | アルバニア語(100)600                                                          |
|                              |                                                                               |
|                              | インド語派(100)2,900                                                          |
|                              |                                                                               |
|                              | イラン語派(100)2,500                                                          |
|                              |                                                                               |

|  | インド語派(100)2,900 |
|  |                      |
|  | イラン語派(100)2,500 |
|  |                      |

|  | ギリシャ語(100)800 |
|  |                    |
|  | アルメニア語(100)  |
|  |                    |

|           | ケルト語派(100)2,900                                                                |
|           |                                                                                     |
| (46)5,500 | \| \| イタリック語派(100)1,700 \| \| \| \| \| \| ゲルマン語派(100)1,750 \| \| \| \| |
|           | \| \| イタリック語派(100)1,700 \| \| \| \| \| \| ゲルマン語派(100)1,750 \| \| \| \| |
|           | イタリック語派(100)1,700                                                            |
|           |                                                                                     |
|           | ゲルマン語派(100)1,750                                                              |
|           |                                                                                     |

|  | イタリック語派(100)1,700 |
|  |                          |
|  | ゲルマン語派(100)1,750   |
|  |                          |

|  | バルト語派(100)      |
|  |                      |
|  | スラヴ語派(100)1,300 |
|  |                      |

|           | ケルト語派(100)2,900                                                                |
|           |                                                                                     |
| (46)5,500 | \| \| イタリック語派(100)1,700 \| \| \| \| \| \| ゲルマン語派(100)1,750 \| \| \| \| |
|           | \| \| イタリック語派(100)1,700 \| \| \| \| \| \| ゲルマン語派(100)1,750 \| \| \| \| |
|           | イタリック語派(100)1,700                                                            |
|           |                                                                                     |
|           | ゲルマン語派(100)1,750                                                              |
|           |                                                                                     |

|  | イタリック語派(100)1,700 |
|  |                          |
|  | ゲルマン語派(100)1,750   |
|  |                          |

|  | バルト語派(100)      |
|  |                      |
|  | スラヴ語派(100)1,300 |
|  |                      |

| インド・イラン語派(100)4,600 | \| \| インド語派(100)2,900 \| \| \| \| \| \| イラン語派(100)2,500 \| \| \| \| |
|                              | \| \| インド語派(100)2,900 \| \| \| \| \| \| イラン語派(100)2,500 \| \| \| \| |
|                              | アルバニア語(100)600                                                          |
|                              |                                                                               |
|                              | インド語派(100)2,900                                                          |
|                              |                                                                               |
|                              | イラン語派(100)2,500                                                          |
|                              |                                                                               |

|  | インド語派(100)2,900 |
|  |                      |
|  | イラン語派(100)2,500 |
|  |                      |

|           | ケルト語派(100)2,900                                                                |
|           |                                                                                     |
| (46)5,500 | \| \| イタリック語派(100)1,700 \| \| \| \| \| \| ゲルマン語派(100)1,750 \| \| \| \| |
|           | \| \| イタリック語派(100)1,700 \| \| \| \| \| \| ゲルマン語派(100)1,750 \| \| \| \| |
|           | イタリック語派(100)1,700                                                            |
|           |                                                                                     |
|           | ゲルマン語派(100)1,750                                                              |
|           |                                                                                     |

|  | イタリック語派(100)1,700 |
|  |                          |
|  | ゲルマン語派(100)1,750   |
|  |                          |

|  | バルト語派(100)      |
|  |                      |
|  | スラヴ語派(100)1,300 |
|  |                      |

|           | ケルト語派(100)2,900                                                                |
|           |                                                                                     |
| (46)5,500 | \| \| イタリック語派(100)1,700 \| \| \| \| \| \| ゲルマン語派(100)1,750 \| \| \| \| |
|           | \| \| イタリック語派(100)1,700 \| \| \| \| \| \| ゲルマン語派(100)1,750 \| \| \| \| |
|           | イタリック語派(100)1,700                                                            |
|           |                                                                                     |
|           | ゲルマン語派(100)1,750                                                              |
|           |                                                                                     |

|  | イタリック語派(100)1,700 |
|  |                          |
|  | ゲルマン語派(100)1,750   |
|  |                          |

|  | バルト語派(100)      |
|  |                      |
|  | スラヴ語派(100)1,300 |
|  |                      |

| インド・イラン語派(100)4,600 | \| \| インド語派(100)2,900 \| \| \| \| \| \| イラン語派(100)2,500 \| \| \| \| |
|                              | \| \| インド語派(100)2,900 \| \| \| \| \| \| イラン語派(100)2,500 \| \| \| \| |
|                              | アルバニア語(100)600                                                          |
|                              |                                                                               |
|                              | インド語派(100)2,900                                                          |
|                              |                                                                               |
|                              | イラン語派(100)2,500                                                          |
|                              |                                                                               |

|  | インド語派(100)2,900 |
|  |                      |
|  | イラン語派(100)2,500 |
|  |                      |

|  | ギリシャ語(100)800 |
|  |                    |
|  | アルメニア語(100)  |
|  |                    |

|           | ケルト語派(100)2,900                                                                |
|           |                                                                                     |
| (46)5,500 | \| \| イタリック語派(100)1,700 \| \| \| \| \| \| ゲルマン語派(100)1,750 \| \| \| \| |
|           | \| \| イタリック語派(100)1,700 \| \| \| \| \| \| ゲルマン語派(100)1,750 \| \| \| \| |
|           | イタリック語派(100)1,700                                                            |
|           |                                                                                     |
|           | ゲルマン語派(100)1,750                                                              |
|           |                                                                                     |

|  | イタリック語派(100)1,700 |
|  |                          |
|  | ゲルマン語派(100)1,750   |
|  |                          |

|  | バルト語派(100)      |
|  |                      |
|  | スラヴ語派(100)1,300 |
|  |                      |

|           | ケルト語派(100)2,900                                                                |
|           |                                                                                     |
| (46)5,500 | \| \| イタリック語派(100)1,700 \| \| \| \| \| \| ゲルマン語派(100)1,750 \| \| \| \| |
|           | \| \| イタリック語派(100)1,700 \| \| \| \| \| \| ゲルマン語派(100)1,750 \| \| \| \| |
|           | イタリック語派(100)1,700                                                            |
|           |                                                                                     |
|           | ゲルマン語派(100)1,750                                                              |
|           |                                                                                     |

|  | イタリック語派(100)1,700 |
|  |                          |
|  | ゲルマン語派(100)1,750   |
|  |                          |

|  | バルト語派(100)      |
|  |                      |
|  | スラヴ語派(100)1,300 |
|  |                      |

| インド・イラン語派(100)4,600 | \| \| インド語派(100)2,900 \| \| \| \| \| \| イラン語派(100)2,500 \| \| \| \| |
|                              | \| \| インド語派(100)2,900 \| \| \| \| \| \| イラン語派(100)2,500 \| \| \| \| |
|                              | アルバニア語(100)600                                                          |
|                              |                                                                               |
|                              | インド語派(100)2,900                                                          |
|                              |                                                                               |
|                              | イラン語派(100)2,500                                                          |
|                              |                                                                               |

|  | インド語派(100)2,900 |
|  |                      |
|  | イラン語派(100)2,500 |
|  |                      |

|           | ケルト語派(100)2,900                                                                |
|           |                                                                                     |
| (46)5,500 | \| \| イタリック語派(100)1,700 \| \| \| \| \| \| ゲルマン語派(100)1,750 \| \| \| \| |
|           | \| \| イタリック語派(100)1,700 \| \| \| \| \| \| ゲルマン語派(100)1,750 \| \| \| \| |
|           | イタリック語派(100)1,700                                                            |
|           |                                                                                     |
|           | ゲルマン語派(100)1,750                                                              |
|           |                                                                                     |

|  | イタリック語派(100)1,700 |
|  |                          |
|  | ゲルマン語派(100)1,750   |
|  |                          |

|  | バルト語派(100)      |
|  |                      |
|  | スラヴ語派(100)1,300 |
|  |                      |

|           | ケルト語派(100)2,900                                                                |
|           |                                                                                     |
| (46)5,500 | \| \| イタリック語派(100)1,700 \| \| \| \| \| \| ゲルマン語派(100)1,750 \| \| \| \| |
|           | \| \| イタリック語派(100)1,700 \| \| \| \| \| \| ゲルマン語派(100)1,750 \| \| \| \| |
|           | イタリック語派(100)1,700                                                            |
|           |                                                                                     |
|           | ゲルマン語派(100)1,750                                                              |
|           |                                                                                     |

|  | イタリック語派(100)1,700 |
|  |                          |
|  | ゲルマン語派(100)1,750   |
|  |                          |

|  | バルト語派(100)      |
|  |                      |
|  | スラヴ語派(100)1,300 |
|  |                      |

| インド・イラン語派(100)4,600 | \| \| インド語派(100)2,900 \| \| \| \| \| \| イラン語派(100)2,500 \| \| \| \| |
|                              | \| \| インド語派(100)2,900 \| \| \| \| \| \| イラン語派(100)2,500 \| \| \| \| |
|                              | アルバニア語(100)600                                                          |
|                              |                                                                               |
|                              | インド語派(100)2,900                                                          |
|                              |                                                                               |
|                              | イラン語派(100)2,500                                                          |
|                              |                                                                               |

|  | インド語派(100)2,900 |
|  |                      |
|  | イラン語派(100)2,500 |
|  |                      |

|  | ギリシャ語(100)800 |
|  |                    |
|  | アルメニア語(100)  |
|  |                    |

|           | ケルト語派(100)2,900                                                                |
|           |                                                                                     |
| (46)5,500 | \| \| イタリック語派(100)1,700 \| \| \| \| \| \| ゲルマン語派(100)1,750 \| \| \| \| |
|           | \| \| イタリック語派(100)1,700 \| \| \| \| \| \| ゲルマン語派(100)1,750 \| \| \| \| |
|           | イタリック語派(100)1,700                                                            |
|           |                                                                                     |
|           | ゲルマン語派(100)1,750                                                              |
|           |                                                                                     |

|  | イタリック語派(100)1,700 |
|  |                          |
|  | ゲルマン語派(100)1,750   |
|  |                          |

|  | バルト語派(100)      |
|  |                      |
|  | スラヴ語派(100)1,300 |
|  |                      |

|           | ケルト語派(100)2,900                                                                |
|           |                                                                                     |
| (46)5,500 | \| \| イタリック語派(100)1,700 \| \| \| \| \| \| ゲルマン語派(100)1,750 \| \| \| \| |
|           | \| \| イタリック語派(100)1,700 \| \| \| \| \| \| ゲルマン語派(100)1,750 \| \| \| \| |
|           | イタリック語派(100)1,700                                                            |
|           |                                                                                     |
|           | ゲルマン語派(100)1,750                                                              |
|           |                                                                                     |

|  | イタリック語派(100)1,700 |
|  |                          |
|  | ゲルマン語派(100)1,750   |
|  |                          |

|  | バルト語派(100)      |
|  |                      |
|  | スラヴ語派(100)1,300 |
|  |                      |

| インド・イラン語派(100)4,600 | \| \| インド語派(100)2,900 \| \| \| \| \| \| イラン語派(100)2,500 \| \| \| \| |
|                              | \| \| インド語派(100)2,900 \| \| \| \| \| \| イラン語派(100)2,500 \| \| \| \| |
|                              | アルバニア語(100)600                                                          |
|                              |                                                                               |
|                              | インド語派(100)2,900                                                          |
|                              |                                                                               |
|                              | イラン語派(100)2,500                                                          |
|                              |                                                                               |

|  | インド語派(100)2,900 |
|  |                      |
|  | イラン語派(100)2,500 |
|  |                      |

|           | ケルト語派(100)2,900                                                                |
|           |                                                                                     |
| (46)5,500 | \| \| イタリック語派(100)1,700 \| \| \| \| \| \| ゲルマン語派(100)1,750 \| \| \| \| |
|           | \| \| イタリック語派(100)1,700 \| \| \| \| \| \| ゲルマン語派(100)1,750 \| \| \| \| |
|           | イタリック語派(100)1,700                                                            |
|           |                                                                                     |
|           | ゲルマン語派(100)1,750                                                              |
|           |                                                                                     |

|  | イタリック語派(100)1,700 |
|  |                          |
|  | ゲルマン語派(100)1,750   |
|  |                          |

|  | バルト語派(100)      |
|  |                      |
|  | スラヴ語派(100)1,300 |
|  |                      |

|           | ケルト語派(100)2,900                                                                |
|           |                                                                                     |
| (46)5,500 | \| \| イタリック語派(100)1,700 \| \| \| \| \| \| ゲルマン語派(100)1,750 \| \| \| \| |
|           | \| \| イタリック語派(100)1,700 \| \| \| \| \| \| ゲルマン語派(100)1,750 \| \| \| \| |
|           | イタリック語派(100)1,700                                                            |
|           |                                                                                     |
|           | ゲルマン語派(100)1,750                                                              |
|           |                                                                                     |

|  | イタリック語派(100)1,700 |
|  |                          |
|  | ゲルマン語派(100)1,750   |
|  |                          |

|  | バルト語派(100)      |
|  |                      |
|  | スラヴ語派(100)1,300 |
|  |                      |

| インド・イラン語派(100)4,600 | \| \| インド語派(100)2,900 \| \| \| \| \| \| イラン語派(100)2,500 \| \| \| \| |
|                              | \| \| インド語派(100)2,900 \| \| \| \| \| \| イラン語派(100)2,500 \| \| \| \| |
|                              | アルバニア語(100)600                                                          |
|                              |                                                                               |
|                              | インド語派(100)2,900                                                          |
|                              |                                                                               |
|                              | イラン語派(100)2,500                                                          |
|                              |                                                                               |

|  | インド語派(100)2,900 |
|  |                      |
|  | イラン語派(100)2,500 |
|  |                      |

|  | ギリシャ語(100)800 |
|  |                    |
|  | アルメニア語(100)  |
|  |                    |

ヒッタイト語（おそらくはそれを含むアナトリア語派）が最初に分岐したことがわかる。また、サテム諸語（バルト・スラヴ語派、インド・イラン語派、アルバニア語、アルメニア語）は一まとまりの言語系統ではない。
インド・ヨーロッパ語族に属する諸言語話者の拡散はY染色体ハプログループR1b (Y染色体)およびハプログループR1a  に対応する。R1bはヨーロッパ西部に高頻度であり、R1a系統はインド北部から中央アジアや東ヨーロッパに高頻度に分布している。R1bはケントゥム語、R1aはサテム語の担い手である。印欧祖語が話されたヤムナ文化の人骨からはハプログループR1b (Y染色体)が91.5%の高頻度で検出されているが、R1aは検出されていない。そのため、元来の印欧語族話者はR1bであり、ある時点でR1a集団が印欧語に言語交替を起したものと考えられ、その際にR1a集団の基層言語の特徴がサテム語の特徴として受け継がれたものと思われる。
最近の遺伝子の研究では、アナトリア仮説に比してクルガン仮説を支持する結果となっている。

### オーストロネシアの展開

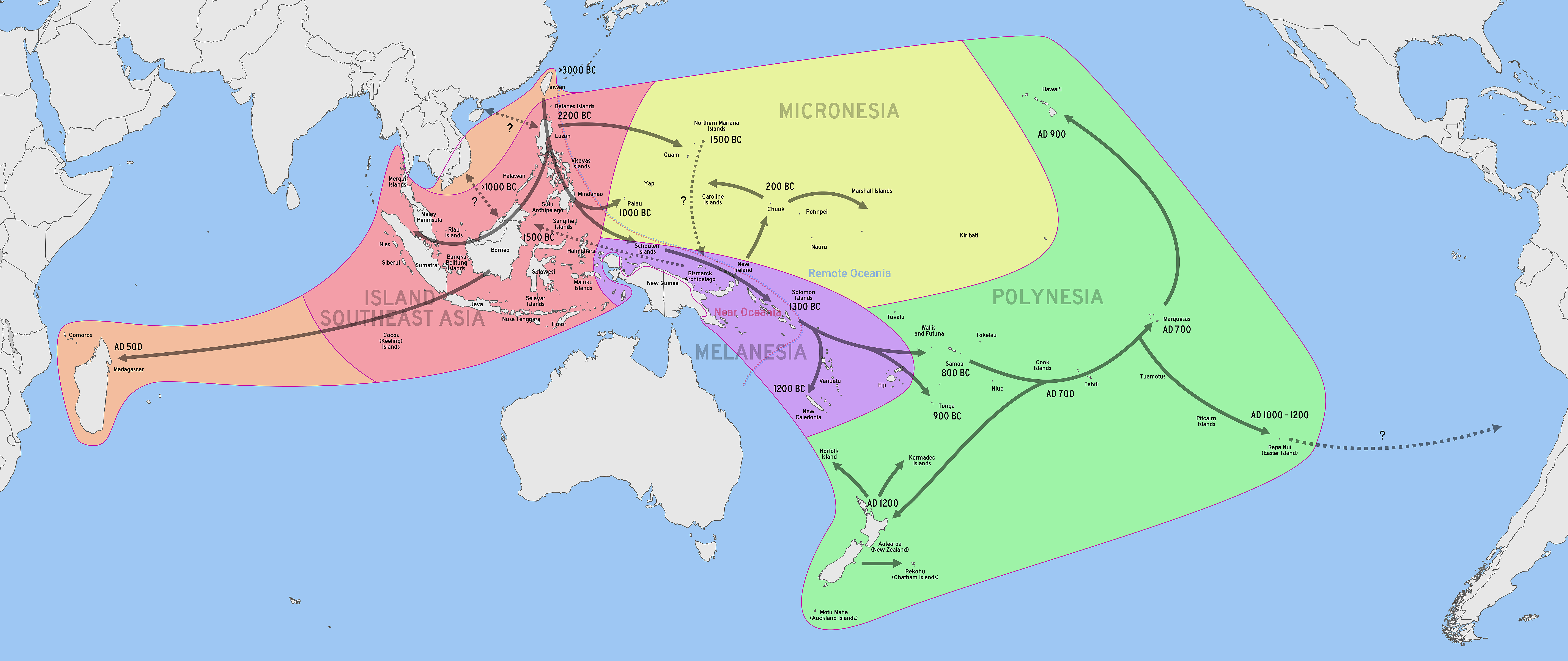
オーストロネシア系民族の拡散。台湾からフィリピン、インドネシア、太平洋へと拡散した

オーストロネシア祖族は東アジアのモンゴロイドで、約6000年前に中国南部、現在の福建省付近から台湾へ渡ったとされる。
この時に一部のグループは黒潮や対馬海流に乗って日本列島にも渡っており、特に沖縄県、鹿児島県、宮崎県や和歌山県南部、三重県、愛知県、静岡県南西部などに彼らの末裔が多いと言われている（隼人や南島系海人族）。HLAハプロタイプはB54-DR4がこの流れを示している。ちなみに日本語は文法がアルタイ諸語のものであるが、音韻体系はポリネシア語の属するオーストロネシア語族と共通している部分がある。
いっぽうで台湾からは5000年前以降に一部がフィリピンやインドネシア方面へ拡散し、紀元前2000年頃にインドネシアのスラウェシ島、ボルネオ島に到達した。
ボルネオ島の集団の一部はスンダ海峡を横断し、遠くマダガスカルへ達した。彼らは直接マダガスカル島まで航海した可能性が強く、この2つの島の間は4,500海里（8,300km)も離れているが、常に貿易風が追い風となる航海であるため、当時の東南アジア島嶼部の海民の技術レベルならば充分に現実的な航海である。
スラウェシ島のグループはここからニューギニア島海岸部、メラネシアと東進し、その間にオーストラロイドの先住民（パプア人、メラネシア人）と混血し、ポリネシア人、ミクロネシア人の始祖となる。彼らは紀元前1100年頃にはフィジー諸島に到達する。
現在、ポリネシアと呼ばれる地域への移住は紀元前950年頃からで、サモアやトンガからもラピタ人の土器が出土している。
サモアに到達した時点 でポリネシア人の東への移住の動きは一旦止まるのだが、紀元1世紀頃から再び移動を開始し、ポリネシア人たちはエリス諸島やマルキーズ諸島、ソシエテ諸島にまず移住した。その後、ソシエテ諸島を中心に300年頃にイースター島、400年頃にハワイ諸島、1000年頃にクック諸島やニュージーランドに到達した。ポリネシア人の移住の動きはこれ以降は確認されていないのだが、ポリネシア人の主食のひとつであるサツマイモは南米原産であり、西洋人の来航前に既にポリネシア域内では広くサツマイモが栽培されていたため、古代ポリネシア人は南米までの航海を行っていたのではないかと推測されている。
オーストロネシア系諸族の祖先は元々モンゴロイドであったが、移住先の東南アジアにおいて先住民のオーストラロイドを多分に混血している。特にメラネシアにおいては、オーストラロイド系メラネシア先住民が、後からやってきたオーストロネシア語族に言語交替を引き起こしたというほうが正確である。またマダガスカル人はアフリカ人（ネグロイド）と混血している。
オーストロネシア系諸族に高頻度に見られる遺伝子として、Y染色体ハプログループO1aがあげられる。O1a系統は台湾先住民に66.3%-89.6%、ニアス島で100%など、東南アジアの半島、島嶼部、オセアニアにも高頻度であり、オーストロネシア語族との関連が想定される。またO2a2*系統(xO2a2b-M7, O2a2c1-M134) もオーストロネシア語族と関連しており、スマトラ島のトバ人に55.3%, トンガに41.7%, フィリピンに25.0%観察される。ポリネシア人などにはパプア・メラネシア先住民由来のC1b3、MS、K*なども観察される。
mtDNAハプログループはハプログループB4a1aが関連している。

### バンツー族の拡散

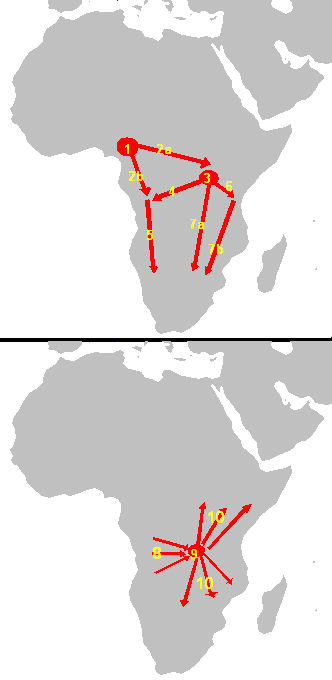
1 = 紀元前2000年 - 1500年 バントゥー系民族の起源
2 = 紀元前1500年頃 一度目の移動
2.a = 東バントゥー族 2.b = 南バントゥー族
3 = 紀元前1000年 - 500年 東バントゥー族のウレウェ文化の中心地
4 - 7 = 南進
9 = 紀元前500年 - 0年 コンゴに存在した中心地
10 = 起元0年 - 1000年 拡大の最終段階

近年の学術界における一般解釈では、バントゥー系民族の祖先である 原バントゥー族（Proto-Bantu）発祥の地は、およそ4000年前（紀元前2000年）の現在のナイジェリアとカメルーン国境の南西部付近であると考えられている。また、バントゥー系民族はニジェール・コンゴ語族から分岐した語族であると見なされている。
バントゥー系民族を含む牧畜や農業で生活する人々が拡大する以前、赤道以南のアフリカでは新石器時代の狩猟者たちが定住していた。彼らの中には、現在はバントゥー語群に属する言葉を用いている、ピグミーと呼ばれる現代の中央アフリカに住む"森の人"の先祖のほか、現在はカラハリ砂漠周囲の乾燥地帯に住む数少ない現代の狩猟採集民族の祖先である原コイサン語族（proto-Khoisan-speaking peoples）などが含まれている。
およそ5000年前と推測されているバントゥー系民族の拡大開始時期は、正確にははっきりしないが、その引き金となったのは農耕文化を担うY染色体ハプログループR1bがオリエントからカメルーンにやってきて、バンツー祖族に農業技術をもたらしたことと考えられる。（R1bは現在チャド系民族に高頻度に見られる。）
3500年前（紀元前1500年）に、南（西）バントゥー族のコミュニティが中央アフリカの大熱帯雨林へ到達し、2500年前（紀元前500年）には先駆的なグループが現在のコンゴ民主共和国、アンゴラ、ザンビアに位置していたサバンナの南方に出現している。
もう一方の東バントゥー族は、3000年前（紀元前1000年）に、アフリカ大湖沼の近くに大規模な新居留区を造った。この地の恵まれた生活環境によって、人口密度が高い状況下での生活が支えられた。初期の移住者たちが湖沿岸部や川のそばに広範囲に渡って定住したため、水から遠い地域では農業を行うことが相当に困難な状況となったので、小集団によるアフリカ大湖沼から南東方面への移住がより急速に増えていった。
その後、紀元300年には先駆的なグループが現在の南アフリカ共和国クワズルナタル州海岸沿いに到達し、さらに紀元500年には、現在の南アフリカ共和国のリンポポ州（旧トランスヴァール共和国のあった地区）まで到達した。

### 稲作の伝播と人の移動
稲作の起源は2017年現在、考古学的な調査と野生稲の約350系統のDNA解析の結果、約1万年前の中国長江流域の湖南省周辺地域と考えられている。長江流域にある草鞋山遺跡のプラント・オパール分析によれば、約6000年前にその地ではジャポニカ米が栽培されており、インディカ米の出現はずっと下るという。
中国では紀元前6000年から紀元前3000年までの栽培痕跡は黄河流域を北限とした地域に限られている。紀元前3000年以降山東半島先端部にまで分布した。
日本では陸稲栽培の可能性を示すものとして岡山の朝寝鼻貝塚から約6000年前のプラント・オパールが見つかっており、また南溝手遺跡からは約3500年前の籾の痕がついた土器がみつかっている。水田稲作に関しては約2600年前の菜畑遺跡の水田跡がある。水田稲作の伝来経路としては『朝鮮半島経由説』『江南説(直接ルート)』『南方経由説』の3説があり、現在も議論が続いている。朝鮮半島では遼東半島で約3000年前の炭化米が見つかっているが、水田稲作に関しては約2500年前の水田跡が松菊里遺跡などで見つかっている。
無文土器時代の開始は朝鮮における水稲作の開始時期とほぼ一致する。このことから、朝鮮に長江文明由来の水稲作をもたらした人々が、無文土器の担い手であった可能性が考えられる。崎谷満はY染色体ハプログループO1b（O1b1/O1b2）系統が長江文明の担い手だとしており、長江文明の衰退に伴い、O1b1および一部のO1b2は南下し、百越と呼ばれ、残りのO1b2は西方及び北方へと渡り、山東半島、朝鮮半島、日本列島へ渡ったとしている 。このことから、朝鮮に無文土器をもたらした人々はO1b2系統に属していたことが考えられる。O1b2系統は現在の朝鮮民族に20～40％ほど観察されている。
東南アジア、南アジアへは稲作は紀元前2500年以降に広まった。その担い手はオーストロネシア語族を話すハプログループO-M95 (Y染色体)に属する人々と考えられる。
倭人（O1b2）はオーストロアジア語族（O1b1）と姉妹関係であり、日本語とオーストロアジア系カンボジア語の語彙類似性が高いとするデータとも符合する。また大野晋が唱える日本語タミル語起源説についても、タミル語の基層言語にオーストロアジア語族ムンダ語派が存在しており、O1b系統の集団が持っていた同源語彙が日本語や朝鮮語（O1b2）とタミル語（O1b1）に引き継がれたと考えられる。

### 弥生人のルーツ

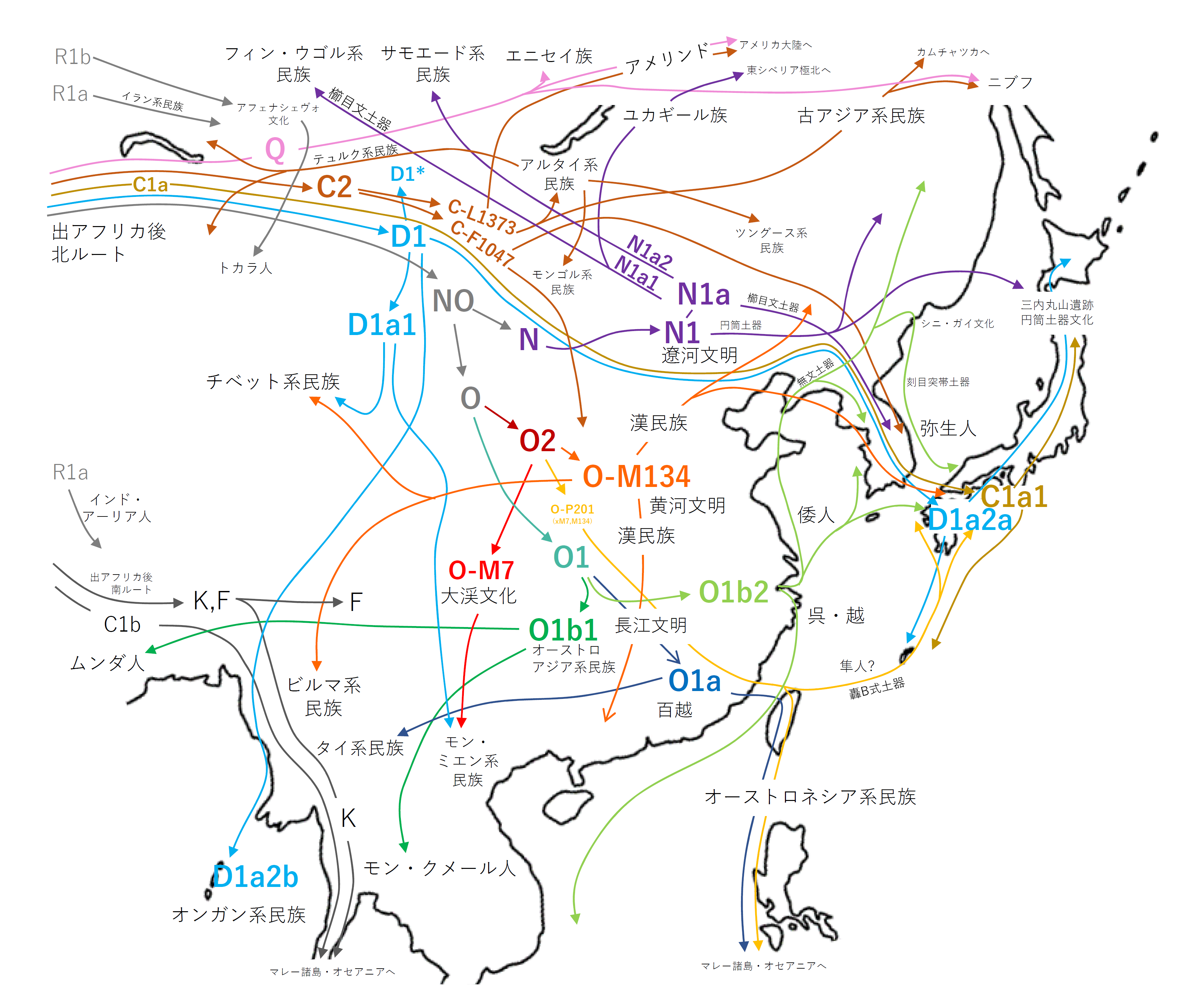
弥生人に連なる東アジアのY染色体ハプログループと民族移動

一般には、弥生人は中国から朝鮮半島、山東半島を経て水稲栽培を日本にもたらした集団と考えられてきた。崎谷満によれば、日本に水稲栽培をもたらしたのはY染色体ハプログループO1b2に属す集団である。O1b2系統は、オーストロアジア語族の民族に高頻度にみられるO1b1系統の姉妹系統であり、満州や朝鮮半島などの東アジア北東部に多く分布する。崎谷はO1b系統（O1b1/O1b2）はかつては長江文明の担い手であったが、長江文明の衰退に伴い、O1b1および一部のO1b2は南下し百越と呼ばれ、残りのO1b2は西方及び北方へと渡り、山東省、朝鮮半島、日本列島へ渡ったとしている。『翰苑』の『魏略』逸文などは、倭人は江南地方の呉の太伯（文王の伯父、紀元前12世紀頃の人とされる）の末裔を称したとしている。
しかしながら、長江流域や江南地方などの華南地域においてはO1b2系統はほとんど分布が確認されないため、弥生人の祖先が長江文明の担い手であったという説を疑問視する見方や、上記の説より遥か早期に北上したという見方もある。
土井ヶ浜遺跡の弥生人が北部モンゴロイドの特徴を持つことや、日本人にみられるミトコンドリアDNAハプログループやGm遺伝子が北方型であることなどから、弥生人の起源地を沿海州南部に求める見方もある。岡正雄の日本人起源説の「父系的、「ハラ」氏族的、畑作＝狩猟民文化（北東アジア・ツングース方面）」、鳥居龍蔵説の「固有日本人（朝鮮半島を経由して、あるいは沿海州から来た北方系民族）」がこれに対応すると思われる。東アジア北東部にはハプログループO1b2が比較的高頻度に確認され、弥生時代に広くみられる刻目突帯文土器と似たタイプの土器が沿海州南西部のシニ・ガイ文化にもみられることから、近年ではこちらの説を推す声も多くなっている。
また、日本人の約20％に見られるO2系統も弥生人に含まれていたと想定されるが、O1b2とO2はルーツが異なると思われ、その渡来時期、ルートなどの詳細はまだまだ不明な点も多い。O2はその後のヤマト王権の成立に前後する渡来人によるものだとする見方も強い。

なお、渡来した弥生人は単一民族ではなく複数の系統が存在するという説も主流である。

## 古代・中世

### フン族の脅威

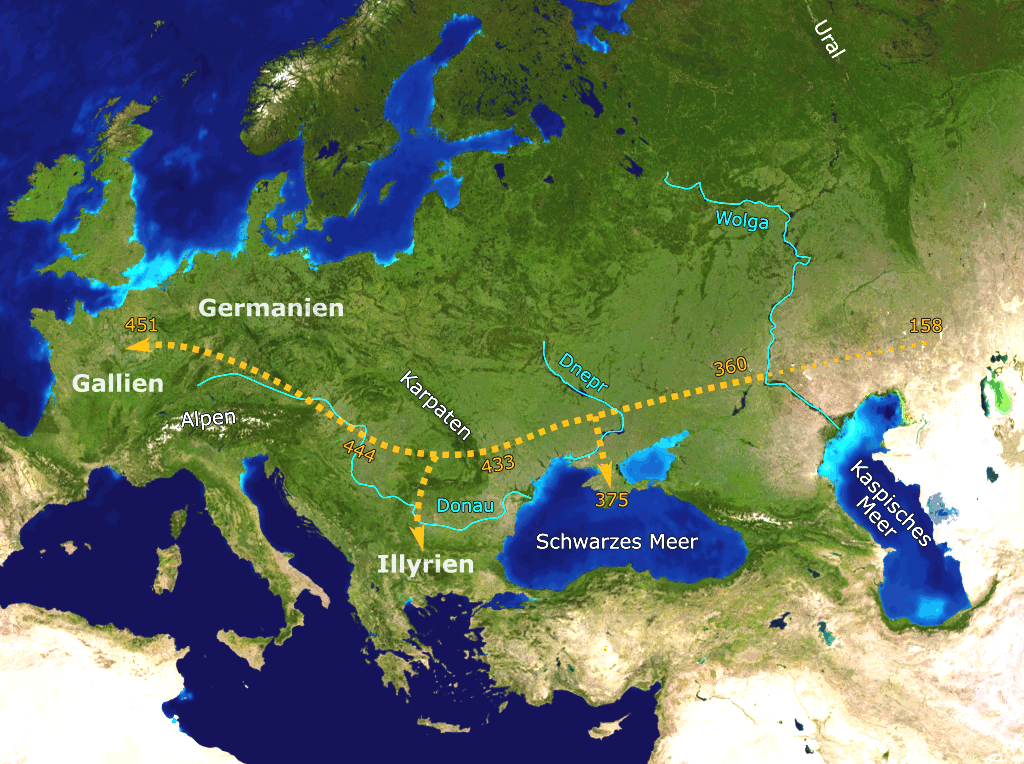
フン族の西への移動の推定図

フン族は遊牧騎馬民族であり、中央アジアのステップ地帯が出拠と考えられる。
4世紀中頃から西に移動を始め、これが当時の東ゴート族、西ゴート族を圧迫して、ゲルマン民族大移動を誘発、さらには西ローマ帝国崩壊の遠因ともなった。5世紀中頃のアッティラの時代に統一帝国を築いて最盛期を迎えたが、453年に王の死去、翌年には帝国は瓦解、急速に衰退した。ヨーロッパの樹木の分析から３世紀から６世紀にかけて急速に寒冷化・乾燥化がユーラシアで進んでいて、これが居住適地を求めての諸民族の巨大な移動を招いた原因で、中国の動乱を引き起こした東アジアにおける遊牧民の中原への南下もこれによるとする説がある。
「フン族は紀元前3世紀頃に中国の北方に勢力があった匈奴の子孫であり、テュルク系民族がユーラシア大陸に広がった最初の端緒である。」とする説がある。これと関連した、フン族の指導者たちの名はテュルク諸語で表されているとされている説がある。王名などの分析から言語学的にはモンゴル系に属するという説もある。しかし、言語学的資料が少なく言語系統は不詳となっている。
フン族の遺骨から古代のDNAを分析するアプローチも行われ、これまでにいくつかの手がかりが得られている。「フン族=匈奴説」にもとづいて、紀元前300年～西暦200年頃の匈奴があったとされるモンゴルの地域からのいくつかのサンプルからY染色体のハプロタイプを調べたところ、これまで2つからC2、他にQ-M242、N1c1、R1a1a-M17 が見つかっている。新疆バルクルからのサンプルでは3つ全てからQ1a3a-M3が見つかった。mtDNAでも45個のサンプルから調査が行われ、ほとんどから東アジアの出自を示すB4b、C、D4、F1b、G2aが見つかっているが、6つはU2、U5a、J1といったヨーロッパ起源のものが含まれていた。

### ゲルマン民族の大移動

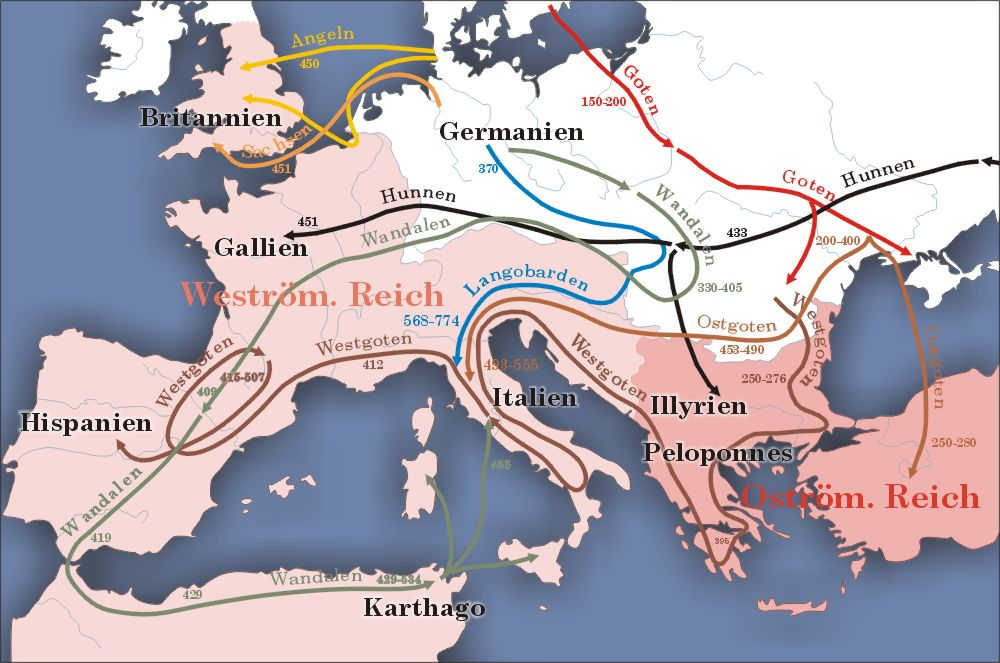
2世紀から5世紀にかけての民族移動の概略図

ゲルマン人は血統的には非印欧語系スカンディナヴィア原住民、球状アンフォラ文化の担い手など様々な混血である。ゲルマン語をもたらした集団の源流はヤムナ文化より分化し、バルカン半島、中央ヨーロッパを経由し、スカンディナヴィア半島南部にやってきた集団（ケルト語やイタリック語の担い手と近縁）という説、戦斧文化の担い手でありバルト・スラブ語派に近縁という説、あるいはその混合であるとの説がある。ゲルマン人は紀元前750年ごろから移動を始め、紀元前5世紀頃にゲルマン祖語が成立、その語西ゲルマン語群、東ゲルマン語群、北ゲルマン語群に分化した。
375年、フン族に押されてゲルマン人の一派であるゴート族が南下し、ローマ帝国領を脅かしたことが大移動の始まりとされる。その後、多数のゲルマニア出身の民族が南下をくり返しローマ帝国領に侵入した。移動は侵略的であったり平和的に行われたりしたが、原因として他民族の圧迫や気候変動、それらに伴う経済構造の変化があげられている。
この後も、ヨーロッパにはスラヴ人やマジャール人（ハンガリー人）といった民族が押し寄せ、現在のヨーロッパの諸民族が形成されていくことになる。

### 放浪の民・ロマ

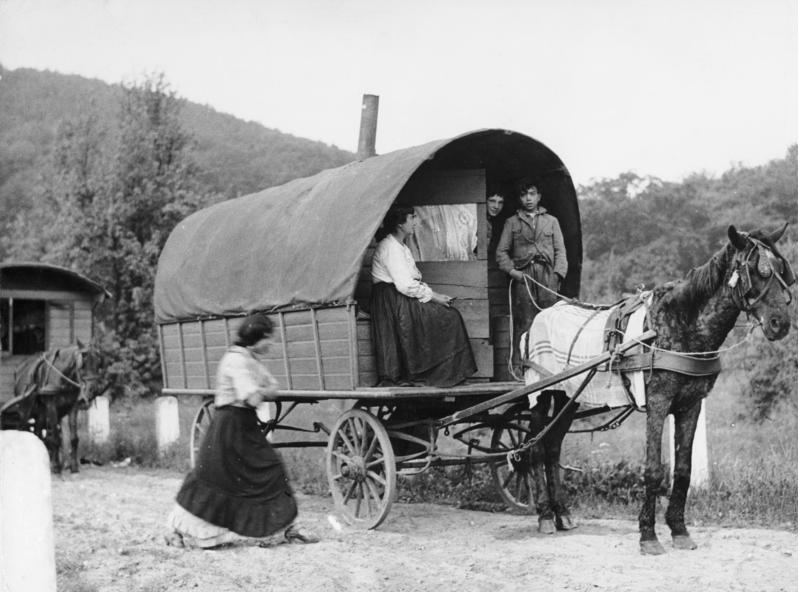
ロマの荷馬車（1935年、ドイツ）

ロマ出身のロマ研究家で人権活動家のグラタン・パクソンによると、ロマの起源は5世紀に遡る。サーサーン朝ペルシアのバフラム5世（別名ベラム・グール、在位420年-438年）がムルタン（当時はインド、現在のパキスタン）からロマの祖先1万人をペルシアに連れて行った。
ロマ出身のロマ語学者シャイプ・ユスフォフスキーによると、ロマの祖先はインドのラージャスターン州に住んでいたが、タタール人に追われたのと食料不足とで5世紀に1万2000人が故郷を捨てて旅に出た。さらに10世紀にも西に集団移動し、バルカン半島に入ったという。
言語学の観点からロマの祖先は紀元前300年以前にイラン語地域に入ったと分析する説もある。紀元前327年のアレクサンダー大王の北西インド侵入に伴ってロマの移動が始まったとする説もある。一方、現代のヨーロッパのロマはインドを10世紀以降に出発したと述べる言語学者もいる。このため、ロマの起源は一様ではなく、長期間にわたり複数の集団が何度もインドを出発したとも考えられている。
最新の遺伝子研究ではインド先住民のドラヴィダ人との類似性が示唆されてきている。

### アメリカ大陸の西洋化

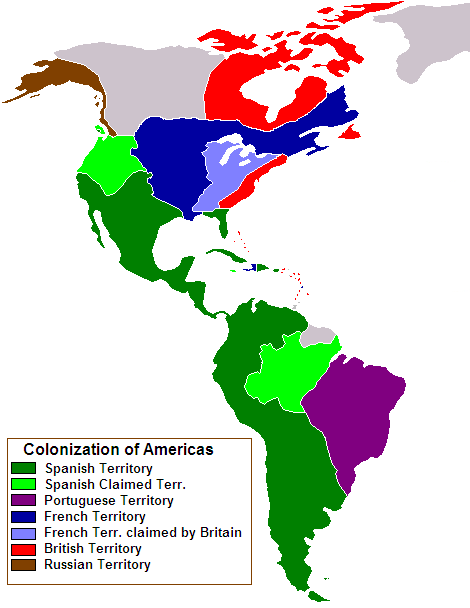
1750年におけるヨーロッパ諸国によるアメリカ大陸の植民地および領有権主張

コロンブスによるアメリカ発見以前にアメリカ大陸に到着したヨーロッパ人は、11世紀頃の古代スカンディナヴィア人ヴァイキングであったと信じられている。ヴァイキングは現在のグリーンランドに植民地を築き、さらに彼らがヴィンランドと呼んだ地域のランス・オ・メドー（現在のニューファンドランド島）に短期間ではあるが入植した。グリーンランドの開拓地は数世紀間続いたが、その間にスカンディナヴィア人と現地先住民イヌイットは敵対的な関係にあった。15世紀までにグリーンランドの開拓地は放棄された。
1492年以降ヨーロッパ人が大挙してアメリカ大陸に押し寄せ、先住民族と接触するにつれて、先住民が経験したことのない、従って免疫性のない病原菌を持ち込むことになった。天然痘（1518年、1521年、1525年、1558年、1589年）、チフス（1546年）、インフルエンザ（1558年）、ジフテリア（1614年）、およびはしか（1618年）といった疫病の大流行があり、先住民族人口のうち、1千万人ないし1億1200万人、95%ないし98%は減少したと考えられている。この人口の減少に続いて文化的な混乱と政治的な崩壊が起こり、ヨーロッパ人による既存文明の征服と土地の植民地化が容易になったとされている。コロンブス航海の後1世紀半で、アメリカ大陸の先住民族人口は80%減じたと見積もられている（1492年の5千万人から1650年の8百万人）。これは旧世界からの疫病の流行だけでなく、何度かの虐殺と強制労働によるものであった。
また、同時に、アフリカ大陸から大量の黒人が奴隷として連れてこられた。
初期に既存文明を征服したのはスペインとポルトガルであった。17世紀に入って、その2王国に加えてオランダが恒久的な植民地を築くことに成功した。北米大陸では19世紀以降もイギリス、フランス、ドイツなどから多くの移民が押し寄せた。

## 近代

### 華僑
華僑は東南アジア、北アメリカ、日本、イギリス、オーストラリアなどに多く住む中華系住民である。マイノリティながら、同郷者で形成されるコミュニティーと、これをもとにした同業者の集団ができあがり、現地の経済・政治に大きな影響力を持つことが多い。同業者の集団ができあがるのは、先行して商売を始めた経営者が、同郷の人を雇い、やがては独立して同業を行うことが繰り返されやすいことによる。経済的に実力をつけると政治面でも力をもつようになり、政治面での例としてタイの王室・タクシン元首相及びその妹のインラック元首相、リー・クアンユー元シンガポール首相、コラソン・アキノ元フィリピン大統領、ミャンマーのネ・ウィン元首相、テイン・セイン元大統領は華僑の血を引いている。
華僑は容易に相手を信頼しないかわり、一旦信頼したらとことん信頼するといわれ、それが彼らの団結力の背景にもなっている。彼らは友人を大切にする。

### 日系人

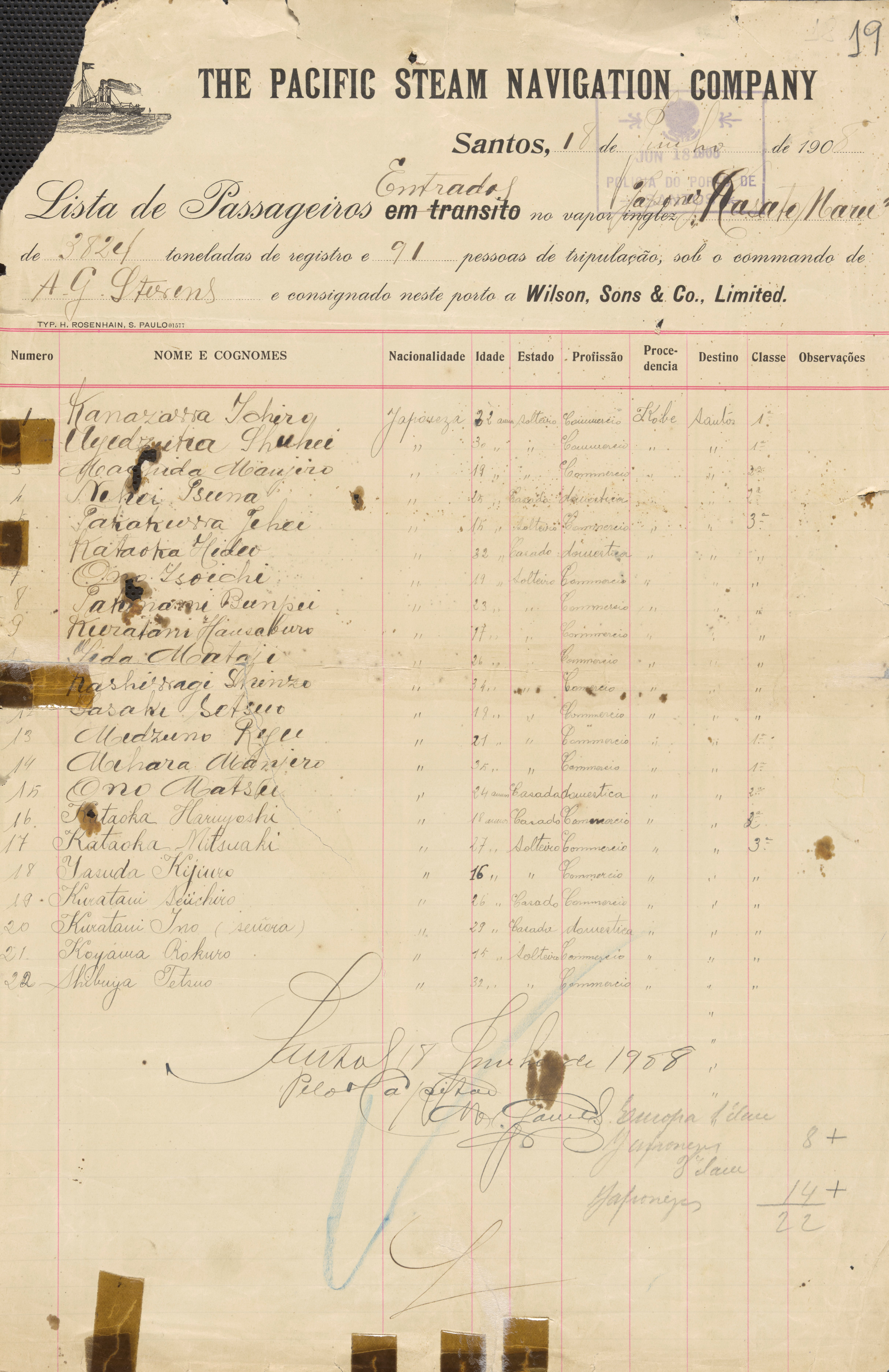
1908年、ブラジルに最初の日本人移民をもたらした船の乗客リストの最初のページ。

第二次世界大戦直後までの日本は出生率が高く、政府は人口増加に比べた耕地や雇用の不足を、海外移民により緩和しようと考えた。特に多く移住したのがハワイで、1881年のハワイ国王カラカウアの来日を契機にした1885年のハワイ移民を皮切りに19世紀末以降本格化、第二次世界大戦後しばらくの間まで日本政府も積極的に関わって行われた。ハワイ以外で移民が主に向かった先は、南北アメリカ大陸であった。移民先はアメリカ合衆国（特に西海岸カリフォルニア州とハワイ州）とブラジル（特にサンパウロ州とパラナ州）が圧倒的に多い。第二次世界大戦前には、先述のブラジルのほか、ペルー、アルゼンチン、ボリビア、パラグアイやチリへの移民も盛んに行われた。一時期はフィリピンへも移民が行われた。日本が領有していた南樺太、朝鮮半島、満州国、台湾、南洋諸島へ渡った者も多いが、これは日本領地内の移動と考えることもできる。
第二次世界大戦直後には沖縄等の戦争の傷跡の深い地域から南米に移民する人が多かった。
移住者数は第二次世界大戦終結から1950年代にかけて、ベビーブームによって人口爆発が起こった事などから飛躍的に増加したが、日本が高度経済成長を遂げ、国民が豊かになった1960年代に移民希望者が減少し始め、外国に移住するメリットがなくなり、1980年代から1990年代にはごくわずかとなった。
1970年代末以降の「移民」は主に、海外への憧れによって海外移住を求める者がするものとされ、アメリカ（ニューヨーク市やカリフォルニア州）やヨーロッパの大都市（ロンドンやパリなど）を中心に以前と比べるとかなり小規模ながらも行われた。この時代になると、交通機関、メディア・通信技術の発達、またビザなどの渡航に関する手続きが簡素になったため（主要国へビザなし観光渡航などが出来るようになった）海外の情報が大量に流入し、それに憧れる者が増えたためである。
しかしながら、バブル崩壊後から2010年前後には留学ブームの加熱自体がほぼ終息し、留学生の数は最盛期に比べかなり減少した。

### ヨーロッパに押し寄せる移民
ヨーロッパにおける移民は、おおむね欧州大陸圏内での移住と、北米（アメリカ合衆国とカナダ）からイギリスへの移住、イスラム圏（北アフリカ・中近東諸国・インドネシア）からの流入が大勢を占めている。主に欧州で問題となっているのは宗教的・文化的背景が大きく異なるムスリムの移民であるが、イタリアなどではルーマニアなど東欧（主にかつての冷戦下の旧東側諸国）からの移民があまりに増加したために不動産価格の上昇・土地の不法占拠などの問題が深刻化し、ムスリム・アジア系の移民だけでなく東欧系移民への地元民の反感も強まっている。
移民の大多数は複数ある産業のいわゆる下流工程と言える職につくことが多く、ヨーロッパ経済の下支えとしての役割を果たしている。とりわけ天然ガスの採掘によって危機的な自国通貨高に見舞われたオランダでは、第一次、第二次産業に従事する移民が経済復興の足がかりにもなった。ドイツにはトルコ人が、イギリスには旧植民地のインド人、ポーランド人、パキスタン人やアフリカ系、カリブ系、アラブ系、華僑が移民または労働者として流入している。